# Bookerprisvindere
Det følgende er en liste over vindere af Bookerprisen og nominerede.

## Vindere og nominerede
| År        | Pris                  | Forfatter                  | Titel                                             | Forlag                                                                                  | Dommere |
| --------- | --------------------- | -------------------------- | ------------------------------------------------- | --------------------------------------------------------------------------------------- | --- |
| 1969      | Vinder                | P. H. Newby                | Something to Answer For                           | Faber & Faber                                                                           | - David Farrer - Frank Kermode - Stephen Spender - Dame Rebecca West - W. L. Webb                                   |
| 1969      | Shortlist             | Barry England              | Figures in a Landscape                            | Jonathan Cape                                                                           | - David Farrer - Frank Kermode - Stephen Spender - Dame Rebecca West - W. L. Webb                                   |
| 1969      | Shortlist             | Nicholas Mosley            | Impossible Object                                 | Hodder & Stoughton                                                                      | - David Farrer - Frank Kermode - Stephen Spender - Dame Rebecca West - W. L. Webb                                   |
| 1969      | Shortlist             | Iris Murdoch               | The Nice and the Good                             | Chatto & Windus                                                                         | - David Farrer - Frank Kermode - Stephen Spender - Dame Rebecca West - W. L. Webb                                   |
| 1969      | Shortlist             | Muriel Spark               | The Public Image                                  | Macmillan                                                                               | - David Farrer - Frank Kermode - Stephen Spender - Dame Rebecca West - W. L. Webb                                   |
| 1969      | Shortlist             | Gordon Williams            | From Scenes Like These                            | Secker & Warburg                                                                        | - David Farrer - Frank Kermode - Stephen Spender - Dame Rebecca West - W. L. Webb                                   |
| 1970      | Vinder                | Bernice Rubens             | The Elected Member                                | Eyre & Spottiswoode                                                                     | - Antonia Fraser - Ross Higgins - Richard Hoggart - Dame Rebecca West - David Holloway                              |
| 1970      | Shortlist             | A. L. Barker               | John Brown's Body                                 | Hogarth                                                                                 | - Antonia Fraser - Ross Higgins - Richard Hoggart - Dame Rebecca West - David Holloway                              |
| 1970      | Shortlist             | Elizabeth Bowen            | Eva Trout                                         | Jonathan Cape                                                                           | - Antonia Fraser - Ross Higgins - Richard Hoggart - Dame Rebecca West - David Holloway                              |
| 1970      | Shortlist             | Iris Murdoch               | Bruno's Dream                                     | Chatto & Windus                                                                         | - Antonia Fraser - Ross Higgins - Richard Hoggart - Dame Rebecca West - David Holloway                              |
| 1970      | Shortlist             | William Trevor             | Mrs Eckdorf in O'Neill's Hotel                    | Bodley Head                                                                             | - Antonia Fraser - Ross Higgins - Richard Hoggart - Dame Rebecca West - David Holloway                              |
| 1970      | Shortlist             | Terence Wheeler            | The Conjunction                                   | Angus & Robertson                                                                       | - Antonia Fraser - Ross Higgins - Richard Hoggart - Dame Rebecca West - David Holloway                              |
| 1970*     | Vinder                | J. G. Farrell              | Troubles                                          | Weidenfeld & Nicolson                                                                   | - Rachel Cooke - Katie Derham - Tobias Hill                                                                         |
| 1970*     | Shortlist             | Nina Bawden                | The Birds on the Trees                            | Virago                                                                                  | - Rachel Cooke - Katie Derham - Tobias Hill                                                                         |
| 1970*     | Shortlist             | Shirley Hazzard            | The Bay of Noon                                   | Macmillan                                                                               | - Rachel Cooke - Katie Derham - Tobias Hill                                                                         |
| 1970*     | Shortlist             | Mary Renault               | Fire From Heaven                                  | Longman                                                                                 | - Rachel Cooke - Katie Derham - Tobias Hill                                                                         |
| 1970*     | Shortlist             | Muriel Spark               | The Driver's Seat                                 | Macmillan                                                                               | - Rachel Cooke - Katie Derham - Tobias Hill                                                                         |
| 1970*     | Shortlist             | Patrick White              | The Vivisector                                    | Jonathan Cape                                                                           | - Rachel Cooke - Katie Derham - Tobias Hill                                                                         |
| 1970*     | Longlist              | Brian Aldiss               | The Hand Reared Boy                               | Weidenfeld & Nicolson                                                                   | - Rachel Cooke - Katie Derham - Tobias Hill                                                                         |
| 1970*     | Longlist              | HE Bates                   | A Little Of What You Fancy?                       | Michael Joseph                                                                          | - Rachel Cooke - Katie Derham - Tobias Hill                                                                         |
| 1970*     | Longlist              | Melvyn Bragg               | A Place in England                                | Secker & Warburg                                                                        | - Rachel Cooke - Katie Derham - Tobias Hill                                                                         |
| 1970*     | Longlist              | Christy Brown              | Down All the Days                                 | Secker & Warburg                                                                        | - Rachel Cooke - Katie Derham - Tobias Hill                                                                         |
| 1970*     | Longlist              | Len Deighton               | Bomber                                            | Jonathan Cape                                                                           | - Rachel Cooke - Katie Derham - Tobias Hill                                                                         |
| 1970*     | Longlist              | Elaine Feinstein           | The Circle                                        | Hutchinson                                                                              | - Rachel Cooke - Katie Derham - Tobias Hill                                                                         |
| 1970*     | Longlist              | Reginald Hill              | A Clubbable Woman                                 | HarperCollins                                                                           | - Rachel Cooke - Katie Derham - Tobias Hill                                                                         |
| 1970*     | Longlist              | Susan Hill                 | I'm the King of the Castle                        | Hamish Hamilton                                                                         | - Rachel Cooke - Katie Derham - Tobias Hill                                                                         |
| 1970*     | Longlist              | Francis King               | A Domestic Animal                                 | Longman                                                                                 | - Rachel Cooke - Katie Derham - Tobias Hill                                                                         |
| 1970*     | Longlist              | Margaret Laurence          | The Fire Dwellers                                 | Macmillan                                                                               | - Rachel Cooke - Katie Derham - Tobias Hill                                                                         |
| 1970*     | Longlist              | David Lodge                | Out of the Shelter                                | Macmillan                                                                               | - Rachel Cooke - Katie Derham - Tobias Hill                                                                         |
| 1970*     | Longlist              | Iris Murdoch               | A Fairly Honourable Defeat                        | Chatto & Windus                                                                         | - Rachel Cooke - Katie Derham - Tobias Hill                                                                         |
| 1970*     | Longlist              | Shiva Naipaul              | Fireflies                                         | André Deutsch                                                                           | - Rachel Cooke - Katie Derham - Tobias Hill                                                                         |
| 1970*     | Longlist              | Patrick O'Brian            | Master and Commander                              | Collins                                                                                 | - Rachel Cooke - Katie Derham - Tobias Hill                                                                         |
| 1970*     | Longlist              | Joe Orton                  | Head To Toe                                       | Methuen                                                                                 | - Rachel Cooke - Katie Derham - Tobias Hill                                                                         |
| 1970*     | Longlist              | Ruth Rendell               | A Guilty Thing Surprised                          | Hutchinson                                                                              | - Rachel Cooke - Katie Derham - Tobias Hill                                                                         |
| 1971      | Vinder                | V. S. Naipaul              | In a Free State                                   | Deutsch                                                                                 | - John Gross (formand) - Saul Bellow - John Fowles - Lady Antonia Fraser - Philip Toynbee                           |
| 1971      | Shortlist             | Thomas Kilroy              | The Big Chapel                                    | Faber & Faber                                                                           | - John Gross (formand) - Saul Bellow - John Fowles - Lady Antonia Fraser - Philip Toynbee                           |
| 1971      | Shortlist             | Doris Lessing              | Briefing for a Descent into Hell                  | Jonathan Cape                                                                           | - John Gross (formand) - Saul Bellow - John Fowles - Lady Antonia Fraser - Philip Toynbee                           |
| 1971      | Shortlist             | Mordecai Richler           | St. Urbain's Horseman                             | Weidenfeld & Nicolson                                                                   | - John Gross (formand) - Saul Bellow - John Fowles - Lady Antonia Fraser - Philip Toynbee                           |
| 1971      | Shortlist             | Derek Robinson             | Goshawk Squadron                                  | Heinemann                                                                               | - John Gross (formand) - Saul Bellow - John Fowles - Lady Antonia Fraser - Philip Toynbee                           |
| 1971      | Shortlist             | Elizabeth Taylor           | Mrs. Palfrey at the Claremont                     | Chatto & Windus                                                                         | - John Gross (formand) - Saul Bellow - John Fowles - Lady Antonia Fraser - Philip Toynbee                           |
| 1972      | Vinder                | John Berger                | G.                                                | Weidenfeld & Nicolson                                                                   | - Cyril Connolly (formand) - George Steiner - Elizabeth Bowen                                                       |
| 1972      | Shortlist             | Susan Hill                 | The Bird of Night                                 | Hamish Hamilton                                                                         | - Cyril Connolly (formand) - George Steiner - Elizabeth Bowen                                                       |
| 1972      | Shortlist             | Thomas Keneally            | The Chant of Jimmie Blacksmith                    | Angus & Robertson                                                                       | - Cyril Connolly (formand) - George Steiner - Elizabeth Bowen                                                       |
| 1972      | Shortlist             | David Storey               | Pasmore                                           | Longman                                                                                 | - Cyril Connolly (formand) - George Steiner - Elizabeth Bowen                                                       |
| 1973      | Vinder                | J. G. Farrell              | The Siege of Krishnapur                           | Weidenfeld & Nicolson                                                                   | - Karl Miller (formand) - Edna O'Brien - Mary McCarthy                                                              |
| 1973      | Shortlist             | Beryl Bainbridge           | The Dressmaker                                    | Duckworth                                                                               | - Karl Miller (formand) - Edna O'Brien - Mary McCarthy                                                              |
| 1973      | Shortlist             | Elizabeth Mavor            | A Green Equinox                                   | Michael Joseph                                                                          | - Karl Miller (formand) - Edna O'Brien - Mary McCarthy                                                              |
| 1973      | Shortlist             | Iris Murdoch               | The Black Prince                                  | Chatto & Windus                                                                         | - Karl Miller (formand) - Edna O'Brien - Mary McCarthy                                                              |
| 1974      | Vinders               | Nadine Gordimer            | The Conservationist                               | Jonathan Cape                                                                           | - Ion Trewin (formand) - A. S. Byatt - Elizabeth Jane Howard                                                        |
| 1974      | Vinders               | Stanley Middleton          | Holiday                                           | Hutchinson                                                                              | - Ion Trewin (formand) - A. S. Byatt - Elizabeth Jane Howard                                                        |
| 1974      | Shortlist             | Kingsley Amis              | Ending Up                                         | Jonathan Cape                                                                           | - Ion Trewin (formand) - A. S. Byatt - Elizabeth Jane Howard                                                        |
| 1974      | Shortlist             | Beryl Bainbridge           | The Bottle Factory Outing                         | Duckworth                                                                               | - Ion Trewin (formand) - A. S. Byatt - Elizabeth Jane Howard                                                        |
| 1974      | Shortlist             | C. P. Snow                 | In Their Wisdom                                   | Macmillan                                                                               | - Ion Trewin (formand) - A. S. Byatt - Elizabeth Jane Howard                                                        |
| 1975      | Vinder                | Ruth Prawer Jhabvala       | Heat and Dust                                     | John Murray                                                                             | - Angus Wilson (formand) - Peter Ackroyd - Susan Hill - Roy Fuller                                                  |
| 1975      | Shortlist             | Thomas Keneally            | Gossip from the Forest                            | Collins                                                                                 | - Angus Wilson (formand) - Peter Ackroyd - Susan Hill - Roy Fuller                                                  |
| 1976      | Vinder                | David Storey               | Saville                                           | Jonathan Cape                                                                           | - Walter Allen (formand) - Mary Wilson - Francis King                                                               |
| 1976      | Shortlist             | André Brink                | An Instant in the Wind                            | W. H. Allen                                                                             | - Walter Allen (formand) - Mary Wilson - Francis King                                                               |
| 1976      | Shortlist             | R. C. Hutchinson           | Rising                                            | Michael Joseph                                                                          | - Walter Allen (formand) - Mary Wilson - Francis King                                                               |
| 1976      | Shortlist             | Brian Moore                | The Doctor's Wife                                 | Jonathan Cape                                                                           | - Walter Allen (formand) - Mary Wilson - Francis King                                                               |
| 1976      | Shortlist             | Julian Rathbone            | King Fisher Lives                                 | Michael Joseph                                                                          | - Walter Allen (formand) - Mary Wilson - Francis King                                                               |
| 1976      | Shortlist             | William Trevor             | The Children of Dynmouth                          | Bodley Head                                                                             | - Walter Allen (formand) - Mary Wilson - Francis King                                                               |
| 1977      | Vinder                | Paul Scott                 | Staying On                                        | Heinemann                                                                               | - Philip Larkin (formand) - Beryl Bainbridge - Brendan Gill - David Hughes - Robin Ray                              |
| 1977      | Shortlist             | Paul Bailey                | Peter Smart's Confessions                         | Jonathan Cape                                                                           | - Philip Larkin (formand) - Beryl Bainbridge - Brendan Gill - David Hughes - Robin Ray                              |
| 1977      | Shortlist             | Caroline Blackwood         | Great Granny Webster                              | Duckworth                                                                               | - Philip Larkin (formand) - Beryl Bainbridge - Brendan Gill - David Hughes - Robin Ray                              |
| 1977      | Shortlist             | Jennifer Johnston          | Shadows on our Skin                               | Hamish Hamilton                                                                         | - Philip Larkin (formand) - Beryl Bainbridge - Brendan Gill - David Hughes - Robin Ray                              |
| 1977      | Shortlist             | Penelope Lively            | The Road to Lichfield                             | Heinemann                                                                               | - Philip Larkin (formand) - Beryl Bainbridge - Brendan Gill - David Hughes - Robin Ray                              |
| 1977      | Shortlist             | Barbara Pym                | Quartet in Autumn                                 | Macmillan                                                                               | - Philip Larkin (formand) - Beryl Bainbridge - Brendan Gill - David Hughes - Robin Ray                              |
| 1978      | Vinder                | Iris Murdoch               | The Sea, the Sea                                  | Chatto & Windus                                                                         | - Sir Alfred Ayer (formand) - Derwent May - P. H. Newby - Angela Huth - Clare Boylan                                |
| 1978      | Shortlist             | Kingsley Amis              | Jake's Thing                                      | Hutchinson                                                                              | - Sir Alfred Ayer (formand) - Derwent May - P. H. Newby - Angela Huth - Clare Boylan                                |
| 1978      | Shortlist             | André Brink                | Rumours of Rain                                   | W. H. Allen                                                                             | - Sir Alfred Ayer (formand) - Derwent May - P. H. Newby - Angela Huth - Clare Boylan                                |
| 1978      | Shortlist             | Penelope Fitzgerald        | The Bookshop                                      | Duckworth                                                                               | - Sir Alfred Ayer (formand) - Derwent May - P. H. Newby - Angela Huth - Clare Boylan                                |
| 1978      | Shortlist             | Jane Gardam                | God on the Rocks                                  | Hamish Hamilton                                                                         | - Sir Alfred Ayer (formand) - Derwent May - P. H. Newby - Angela Huth - Clare Boylan                                |
| 1978      | Shortlist             | Bernice Rubens             | A Five-Year Sentence                              | W. H. Allen                                                                             | - Sir Alfred Ayer (formand) - Derwent May - P. H. Newby - Angela Huth - Clare Boylan                                |
| 1979      | Vinder                | Penelope Fitzgerald        | Offshore                                          | Collins                                                                                 | - Lord Briggs (formand) - Benny Green - Michael Ratcliffe - Hilary Spurling - Paul Theroux                          |
| 1979      | Shortlist             | Thomas Keneally            | Confederates                                      | Collins                                                                                 | - Lord Briggs (formand) - Benny Green - Michael Ratcliffe - Hilary Spurling - Paul Theroux                          |
| 1979      | Shortlist             | V. S. Naipaul              | A Bend in the River                               | Deutsch                                                                                 | - Lord Briggs (formand) - Benny Green - Michael Ratcliffe - Hilary Spurling - Paul Theroux                          |
| 1979      | Shortlist             | Julian Rathbone            | Joseph                                            | Michael Joseph                                                                          | - Lord Briggs (formand) - Benny Green - Michael Ratcliffe - Hilary Spurling - Paul Theroux                          |
| 1979      | Shortlist             | Fay Weldon                 | Praxis                                            | Hodder & Stoughton                                                                      | - Lord Briggs (formand) - Benny Green - Michael Ratcliffe - Hilary Spurling - Paul Theroux                          |
| 1980      | Vinder                | William Golding            | Rites of Passage                                  | Faber & Faber                                                                           | - David Daiches (formand) - Ronald Blythe - Margaret Forster - Claire Tomalin - Brian Wenham                        |
| 1980      | Shortlist             | Anthony Burgess            | Earthly Powers                                    | Hutchinson                                                                              | - David Daiches (formand) - Ronald Blythe - Margaret Forster - Claire Tomalin - Brian Wenham                        |
| 1980      | Shortlist             | J. L. Carr                 | A Month in the Country                            | Harvester                                                                               | - David Daiches (formand) - Ronald Blythe - Margaret Forster - Claire Tomalin - Brian Wenham                        |
| 1980      | Shortlist             | Anita Desai                | Clear Light of Day                                | Heinemann                                                                               | - David Daiches (formand) - Ronald Blythe - Margaret Forster - Claire Tomalin - Brian Wenham                        |
| 1980      | Shortlist             | Alice Munro                | The Beggar Maid                                   | Viking                                                                                  | - David Daiches (formand) - Ronald Blythe - Margaret Forster - Claire Tomalin - Brian Wenham                        |
| 1980      | Shortlist             | Julia O'Faolain            | No Country for Young Men                          | Viking                                                                                  | - David Daiches (formand) - Ronald Blythe - Margaret Forster - Claire Tomalin - Brian Wenham                        |
| 1980      | Shortlist             | Barry Unsworth             | Pascali's Island                                  | Michael Joseph                                                                          | - David Daiches (formand) - Ronald Blythe - Margaret Forster - Claire Tomalin - Brian Wenham                        |
| 1981      | Vinder                | Salman Rushdie             | Midnight's Children                               | Jonathan Cape                                                                           | - Professor Malcolm Bradbury (formand) - Brian Aldiss - Joan Bakewell - Samuel Hynes - Hermione Lee                 |
| 1981      | Shortlist             | Molly Keane                | Good Behaviour                                    | Deutsch                                                                                 | - Professor Malcolm Bradbury (formand) - Brian Aldiss - Joan Bakewell - Samuel Hynes - Hermione Lee                 |
| 1981      | Shortlist             | Doris Lessing              | The Sirian Experiments                            | Jonathan Cape                                                                           | - Professor Malcolm Bradbury (formand) - Brian Aldiss - Joan Bakewell - Samuel Hynes - Hermione Lee                 |
| 1981      | Shortlist             | Ian McEwan                 | The Comfort of Strangers                          | Jonathan Cape                                                                           | - Professor Malcolm Bradbury (formand) - Brian Aldiss - Joan Bakewell - Samuel Hynes - Hermione Lee                 |
| 1981      | Shortlist             | Ann Schlee                 | Rhine Journey                                     | Macmillan                                                                               | - Professor Malcolm Bradbury (formand) - Brian Aldiss - Joan Bakewell - Samuel Hynes - Hermione Lee                 |
| 1981      | Shortlist             | Muriel Spark               | Loitering with Intent                             | Bodley Head                                                                             | - Professor Malcolm Bradbury (formand) - Brian Aldiss - Joan Bakewell - Samuel Hynes - Hermione Lee                 |
| 1981      | Shortlist             | D. M. Thomas               | The White Hotel                                   | Gollancz                                                                                | - Professor Malcolm Bradbury (formand) - Brian Aldiss - Joan Bakewell - Samuel Hynes - Hermione Lee                 |
| 1982      | Vinder                | Thomas Keneally            | Schindler's Ark                                   | Hodder & Stoughton                                                                      | - John Carey (formand) - Paul Bailey - Frank Delaney - Janet Morgan - Lorna Sage                                    |
| 1982      | Shortlist             | John Arden                 | Silence Among the Weapons                         | Methuen                                                                                 | - John Carey (formand) - Paul Bailey - Frank Delaney - Janet Morgan - Lorna Sage                                    |
| 1982      | Shortlist             | William Boyd               | An Ice-Cream War                                  | Hamish Hamilton                                                                         | - John Carey (formand) - Paul Bailey - Frank Delaney - Janet Morgan - Lorna Sage                                    |
| 1982      | Shortlist             | Lawrence Durrell           | Constance or Solitary Practices                   | Faber & Faber                                                                           | - John Carey (formand) - Paul Bailey - Frank Delaney - Janet Morgan - Lorna Sage                                    |
| 1982      | Shortlist             | Alice Thomas Ellis         | The 27th Kingdom                                  | Duckworth                                                                               | - John Carey (formand) - Paul Bailey - Frank Delaney - Janet Morgan - Lorna Sage                                    |
| 1982      | Shortlist             | Timothy Mo                 | Sour Sweet                                        | Deutsch                                                                                 | - John Carey (formand) - Paul Bailey - Frank Delaney - Janet Morgan - Lorna Sage                                    |
| 1983      | Vinder                | J. M. Coetzee              | Life & Times of Michael K                         | Secker & Warburg                                                                        | - Fay Weldon (formand) - Angela Carter - Terence Kilmartin - Peter Porter - Libby Purves                            |
| 1983      | Shortlist             | Malcolm Bradbury           | Rates of Exchange                                 | Secker & Warburg                                                                        | - Fay Weldon (formand) - Angela Carter - Terence Kilmartin - Peter Porter - Libby Purves                            |
| 1983      | Shortlist             | John Fuller                | Flying to Nowhere                                 | Salamander                                                                              | - Fay Weldon (formand) - Angela Carter - Terence Kilmartin - Peter Porter - Libby Purves                            |
| 1983      | Shortlist             | Anita Mason                | The Illusionist                                   | Hamish Hamilton                                                                         | - Fay Weldon (formand) - Angela Carter - Terence Kilmartin - Peter Porter - Libby Purves                            |
| 1983      | Shortlist             | Salman Rushdie             | Shame                                             | Jonathan Cape                                                                           | - Fay Weldon (formand) - Angela Carter - Terence Kilmartin - Peter Porter - Libby Purves                            |
| 1983      | Shortlist             | Graham Swift               | Waterland                                         | Heinemann                                                                               | - Fay Weldon (formand) - Angela Carter - Terence Kilmartin - Peter Porter - Libby Purves                            |
| 1984      | Vinder                | Anita Brookner             | Hotel du Lac                                      | Jonathan Cape                                                                           | - Professor Richard Cobb (formand) - Anthony Curtis - Polly Devlin - John Fuller - Ted Rowlands                     |
| 1984      | Shortlist             | J. G. Ballard              | Empire of the Sun                                 | Gollancz                                                                                | - Professor Richard Cobb (formand) - Anthony Curtis - Polly Devlin - John Fuller - Ted Rowlands                     |
| 1984      | Shortlist             | Julian Barnes              | Flaubert's Parrot                                 | Jonathan Cape                                                                           | - Professor Richard Cobb (formand) - Anthony Curtis - Polly Devlin - John Fuller - Ted Rowlands                     |
| 1984      | Shortlist             | Anita Desai                | In Custody                                        | Heinemann                                                                               | - Professor Richard Cobb (formand) - Anthony Curtis - Polly Devlin - John Fuller - Ted Rowlands                     |
| 1984      | Shortlist             | Penelope Lively            | According to Mark                                 | Heinemann                                                                               | - Professor Richard Cobb (formand) - Anthony Curtis - Polly Devlin - John Fuller - Ted Rowlands                     |
| 1984      | Shortlist             | David Lodge                | Small World                                       | Secker & Warburg                                                                        | - Professor Richard Cobb (formand) - Anthony Curtis - Polly Devlin - John Fuller - Ted Rowlands                     |
| 1985      | Vinder                | Keri Hulme                 | The Bone People                                   | Hodder & Stoughton                                                                      | - Norman St John-Stevas (formand) - Nina Bawden - J. W. Lambert - Joanna Lumley - Marina Warner                     |
| 1985      | Shortlist             | Peter Carey                | Illywhacker                                       | Faber & Faber                                                                           | - Norman St John-Stevas (formand) - Nina Bawden - J. W. Lambert - Joanna Lumley - Marina Warner                     |
| 1985      | Shortlist             | J. L. Carr                 | The Battle of Pollocks Crossing                   | Viking                                                                                  | - Norman St John-Stevas (formand) - Nina Bawden - J. W. Lambert - Joanna Lumley - Marina Warner                     |
| 1985      | Shortlist             | Doris Lessing              | The Good Terrorist                                | Jonathan Cape                                                                           | - Norman St John-Stevas (formand) - Nina Bawden - J. W. Lambert - Joanna Lumley - Marina Warner                     |
| 1985      | Shortlist             | Jan Morris                 | Last Letters from Hav                             | Viking                                                                                  | - Norman St John-Stevas (formand) - Nina Bawden - J. W. Lambert - Joanna Lumley - Marina Warner                     |
| 1985      | Shortlist             | Iris Murdoch               | The Good Apprentice                               | Chatto & Windus                                                                         | - Norman St John-Stevas (formand) - Nina Bawden - J. W. Lambert - Joanna Lumley - Marina Warner                     |
| 1986      | Vinder                | Kingsley Amis              | The Old Devils                                    | Hutchinson                                                                              | - Anthony Thwaite (formand) - Edna Healey - Isabel Quigley - Gillian Reynolds - Bernice Rubens                      |
| 1986      | Shortlist             | Margaret Atwood            | The Handmaid's Tale                               | Jonathan Cape                                                                           | - Anthony Thwaite (formand) - Edna Healey - Isabel Quigley - Gillian Reynolds - Bernice Rubens                      |
| 1986      | Shortlist             | Paul Bailey                | Gabriel's Lament                                  | Jonathan Cape                                                                           | - Anthony Thwaite (formand) - Edna Healey - Isabel Quigley - Gillian Reynolds - Bernice Rubens                      |
| 1986      | Shortlist             | Robertson Davies           | What's Bred in the Bone                           | Viking                                                                                  | - Anthony Thwaite (formand) - Edna Healey - Isabel Quigley - Gillian Reynolds - Bernice Rubens                      |
| 1986      | Shortlist             | Kazuo Ishiguro             | An Artist of the Floating World                   | Faber & Faber                                                                           | - Anthony Thwaite (formand) - Edna Healey - Isabel Quigley - Gillian Reynolds - Bernice Rubens                      |
| 1986      | Shortlist             | Timothy Mo                 | An Insular Possession                             | Chatto & Windus                                                                         | - Anthony Thwaite (formand) - Edna Healey - Isabel Quigley - Gillian Reynolds - Bernice Rubens                      |
| 1987      | Vinder                | Penelope Lively            | Moon Tiger                                        | Deutsch                                                                                 | - P. D. James (formand) - Selina Hastings - Allan Massie - Trevor McDonald - John B. Thompson                       |
| 1987      | Shortlist             | Chinua Achebe              | Anthills of the Savannah                          | Heinemann                                                                               | - P. D. James (formand) - Selina Hastings - Allan Massie - Trevor McDonald - John B. Thompson                       |
| 1987      | Shortlist             | Peter Ackroyd              | Chatterton                                        | Hamish Hamilton                                                                         | - P. D. James (formand) - Selina Hastings - Allan Massie - Trevor McDonald - John B. Thompson                       |
| 1987      | Shortlist             | Nina Bawden                | Circles of Deceit                                 | Macmillan                                                                               | - P. D. James (formand) - Selina Hastings - Allan Massie - Trevor McDonald - John B. Thompson                       |
| 1987      | Shortlist             | Brian Moore                | The Colour of Blood                               | Jonathan Cape                                                                           | - P. D. James (formand) - Selina Hastings - Allan Massie - Trevor McDonald - John B. Thompson                       |
| 1987      | Shortlist             | Iris Murdoch               | The Book and the Brotherhood                      | Chatto & Windus                                                                         | - P. D. James (formand) - Selina Hastings - Allan Massie - Trevor McDonald - John B. Thompson                       |
| 1988      | Vinder                | Peter Carey                | Oscar and Lucinda                                 | Faber & Faber                                                                           | - The Rt Hon Michael Foot (formand) - Sebastian Faulks - Philip French - Blake Morrison - Rose Tremain              |
| 1988      | Shortlist             | Bruce Chatwin              | Utz                                               | Jonathan Cape                                                                           | - The Rt Hon Michael Foot (formand) - Sebastian Faulks - Philip French - Blake Morrison - Rose Tremain              |
| 1988      | Shortlist             | Penelope Fitzgerald        | The Beginning of Spring                           | Collins                                                                                 | - The Rt Hon Michael Foot (formand) - Sebastian Faulks - Philip French - Blake Morrison - Rose Tremain              |
| 1988      | Shortlist             | David Lodge                | Nice Work                                         | Secker & Warburg                                                                        | - The Rt Hon Michael Foot (formand) - Sebastian Faulks - Philip French - Blake Morrison - Rose Tremain              |
| 1988      | Shortlist             | Salman Rushdie             | The Satanic Verses                                | Viking                                                                                  | - The Rt Hon Michael Foot (formand) - Sebastian Faulks - Philip French - Blake Morrison - Rose Tremain              |
| 1988      | Shortlist             | Marina Warner              | The Lost Father                                   | Chatto & Windus                                                                         | - The Rt Hon Michael Foot (formand) - Sebastian Faulks - Philip French - Blake Morrison - Rose Tremain              |
| 1989      | Vinder                | Kazuo Ishiguro             | The Remains of the Day                            | Faber & Faber                                                                           | - David Lodge (formand) - Maggie Gee - Helen McNeil - David Profumo - Edmund White                                  |
| 1989      | Shortlist             | Margaret Atwood            | Cat's Eye                                         | Bloomsbury                                                                              | - David Lodge (formand) - Maggie Gee - Helen McNeil - David Profumo - Edmund White                                  |
| 1989      | Shortlist             | John Banville              | The Book of Evidence                              | Secker & Warburg                                                                        | - David Lodge (formand) - Maggie Gee - Helen McNeil - David Profumo - Edmund White                                  |
| 1989      | Shortlist             | Sybille Bedford            | Jigsaw                                            | Hamish Hamilton                                                                         | - David Lodge (formand) - Maggie Gee - Helen McNeil - David Profumo - Edmund White                                  |
| 1989      | Shortlist             | James Kelman               | A Disaffection                                    | Secker & Warburg                                                                        | - David Lodge (formand) - Maggie Gee - Helen McNeil - David Profumo - Edmund White                                  |
| 1989      | Shortlist             | Rose Tremain               | Restoration                                       | Hamish Hamilton                                                                         | - David Lodge (formand) - Maggie Gee - Helen McNeil - David Profumo - Edmund White                                  |
| 1990      | Vinder                | A. S. Byatt                | Possession: A Romance                             | Chatto & Windus                                                                         | - Sir Denis Forman (formand) - Susannah Clapp - A. Walton Litz - Hilary Mantel - Kate Saunders                      |
| 1990      | Shortlist             | Beryl Bainbridge           | An Awfully Big Adventure                          | Duckworth                                                                               | - Sir Denis Forman (formand) - Susannah Clapp - A. Walton Litz - Hilary Mantel - Kate Saunders                      |
| 1990      | Shortlist             | Penelope Fitzgerald        | The Gate of Angels                                | Collins                                                                                 | - Sir Denis Forman (formand) - Susannah Clapp - A. Walton Litz - Hilary Mantel - Kate Saunders                      |
| 1990      | Shortlist             | John McGahern              | Amongst Women                                     | Faber & Faber                                                                           | - Sir Denis Forman (formand) - Susannah Clapp - A. Walton Litz - Hilary Mantel - Kate Saunders                      |
| 1990      | Shortlist             | Brian Moore                | Lies of Silence                                   | Bloomsbury                                                                              | - Sir Denis Forman (formand) - Susannah Clapp - A. Walton Litz - Hilary Mantel - Kate Saunders                      |
| 1990      | Shortlist             | Mordecai Richler           | Solomon Gursky Was Here                           | Chatto & Windus                                                                         | - Sir Denis Forman (formand) - Susannah Clapp - A. Walton Litz - Hilary Mantel - Kate Saunders                      |
| 1991      | Vinder                | Ben Okri                   | The Famished Road                                 | Jonathan Cape                                                                           | - Jeremy Treglown (formand) - Penelope Fitzgerald - Jonathan Keates - Nicholas Mosley - Ann Schlee                  |
| 1991      | Shortlist             | Martin Amis                | Time's Arrow                                      | Jonathan Cape                                                                           | - Jeremy Treglown (formand) - Penelope Fitzgerald - Jonathan Keates - Nicholas Mosley - Ann Schlee                  |
| 1991      | Shortlist             | Roddy Doyle                | The Van                                           | Secker & Warburg                                                                        | - Jeremy Treglown (formand) - Penelope Fitzgerald - Jonathan Keates - Nicholas Mosley - Ann Schlee                  |
| 1991      | Shortlist             | Rohinton Mistry            | Such a Long Journey                               | Faber & Faber                                                                           | - Jeremy Treglown (formand) - Penelope Fitzgerald - Jonathan Keates - Nicholas Mosley - Ann Schlee                  |
| 1991      | Shortlist             | Timothy Mo                 | The Redundancy of Courage                         | Chatto & Windus                                                                         | - Jeremy Treglown (formand) - Penelope Fitzgerald - Jonathan Keates - Nicholas Mosley - Ann Schlee                  |
| 1991      | Shortlist             | William Trevor             | Reading Turgenev                                  | Viking                                                                                  | - Jeremy Treglown (formand) - Penelope Fitzgerald - Jonathan Keates - Nicholas Mosley - Ann Schlee                  |
| 1992      | Vinders               | Michael Ondaatje           | The English Patient                               | Bloomsbury                                                                              | - Victoria Glendinning (formand) - John Coldstream - Valentine Cunningham - Dr Harriet Harvey Wood - Mark Lawson    |
| 1992      | Vinders               | Barry Unsworth             | Sacred Hunger                                     | Hamish Hamilton                                                                         | - Victoria Glendinning (formand) - John Coldstream - Valentine Cunningham - Dr Harriet Harvey Wood - Mark Lawson    |
| 1992      | Shortlist             | Christopher Hope           | Serenity House                                    | Macmillan                                                                               | - Victoria Glendinning (formand) - John Coldstream - Valentine Cunningham - Dr Harriet Harvey Wood - Mark Lawson    |
| 1992      | Shortlist             | Patrick McCabe             | The Butcher Boy                                   | Picador                                                                                 | - Victoria Glendinning (formand) - John Coldstream - Valentine Cunningham - Dr Harriet Harvey Wood - Mark Lawson    |
| 1992      | Shortlist             | Ian McEwan                 | Black Dogs                                        | Jonathan Cape                                                                           | - Victoria Glendinning (formand) - John Coldstream - Valentine Cunningham - Dr Harriet Harvey Wood - Mark Lawson    |
| 1992      | Shortlist             | Michèle Roberts            | Daughters of the House                            | Virago                                                                                  | - Victoria Glendinning (formand) - John Coldstream - Valentine Cunningham - Dr Harriet Harvey Wood - Mark Lawson    |
| 1993      | Vinder                | Roddy Doyle                | Paddy Clarke Ha Ha Ha                             | Secker & Warburg                                                                        | - Lord Gowrie (formand) - Professor Gillian Beer - Anne Chisholm - Nicholas Clee - Olivier Todd                     |
| 1993      | Shortlist             | Tibor Fischer              | Under the Frog                                    | Polygon                                                                                 | - Lord Gowrie (formand) - Professor Gillian Beer - Anne Chisholm - Nicholas Clee - Olivier Todd                     |
| 1993      | Shortlist             | Michael Ignatieff          | Scar Tissue                                       | Chatto & Windus                                                                         | - Lord Gowrie (formand) - Professor Gillian Beer - Anne Chisholm - Nicholas Clee - Olivier Todd                     |
| 1993      | Shortlist             | David Malouf               | Remembering Babylon                               | Chatto & Windus                                                                         | - Lord Gowrie (formand) - Professor Gillian Beer - Anne Chisholm - Nicholas Clee - Olivier Todd                     |
| 1993      | Shortlist             | Caryl Phillips             | Crossing the River                                | Bloomsbury                                                                              | - Lord Gowrie (formand) - Professor Gillian Beer - Anne Chisholm - Nicholas Clee - Olivier Todd                     |
| 1993      | Shortlist             | Carol Shields              | The Stone Diaries                                 | 4th Estate                                                                              | - Lord Gowrie (formand) - Professor Gillian Beer - Anne Chisholm - Nicholas Clee - Olivier Todd                     |
| 1994      | Vinder                | James Kelman               | How late it was, how late                         | Secker & Warburg                                                                        | - Professor John Bayley (formand) - Rabbi Julia Neuberger - Dr Alastair Niven - Alan Taylor - James Wood            |
| 1994      | Shortlist             | Romesh Gunesekera          | Reef                                              | Granta Books                                                                            | - Professor John Bayley (formand) - Rabbi Julia Neuberger - Dr Alastair Niven - Alan Taylor - James Wood            |
| 1994      | Shortlist             | Abdulrazak Gurnah          | Paradise                                          | Hamish Hamilton                                                                         | - Professor John Bayley (formand) - Rabbi Julia Neuberger - Dr Alastair Niven - Alan Taylor - James Wood            |
| 1994      | Shortlist             | Alan Hollinghurst          | The Folding Star                                  | Chatto & Windus                                                                         | - Professor John Bayley (formand) - Rabbi Julia Neuberger - Dr Alastair Niven - Alan Taylor - James Wood            |
| 1994      | Shortlist             | George Mackay Brown        | Beside the Ocean of Time                          | John Murray                                                                             | - Professor John Bayley (formand) - Rabbi Julia Neuberger - Dr Alastair Niven - Alan Taylor - James Wood            |
| 1994      | Shortlist             | Jill Paton Walsh           | Knowledge of Angels                               | Green Bay                                                                               | - Professor John Bayley (formand) - Rabbi Julia Neuberger - Dr Alastair Niven - Alan Taylor - James Wood            |
| 1995      | Vinder                | Pat Barker                 | The Ghost Road                                    | Viking                                                                                  | - George Walden MP (formand) - Kate Kellaway - Peter Kemp - Adam Mars-Jones - Ruth Rendell                          |
| 1995      | Shortlist             | Justin Cartwright          | In Every Face I Meet                              | Sceptre                                                                                 | - George Walden MP (formand) - Kate Kellaway - Peter Kemp - Adam Mars-Jones - Ruth Rendell                          |
| 1995      | Shortlist             | Salman Rushdie             | The Moor's Last Sigh                              | Jonathan Cape                                                                           | - George Walden MP (formand) - Kate Kellaway - Peter Kemp - Adam Mars-Jones - Ruth Rendell                          |
| 1995      | Shortlist             | Barry Unsworth             | Morality Play                                     | Hamish Hamilton                                                                         | - George Walden MP (formand) - Kate Kellaway - Peter Kemp - Adam Mars-Jones - Ruth Rendell                          |
| 1995      | Shortlist             | Tim Winton                 | The Riders                                        | Picador                                                                                 | - George Walden MP (formand) - Kate Kellaway - Peter Kemp - Adam Mars-Jones - Ruth Rendell                          |
| 1996      | Vinder                | Graham Swift               | Last Orders                                       | Picador                                                                                 | - Carmen Callil (formand) - Jonathan Coe - Ian Jack - A. L. Kennedy - A. N. Wilson                                  |
| 1996      | Shortlist             | Margaret Atwood            | Alias Grace                                       | Bloomsbury                                                                              | - Carmen Callil (formand) - Jonathan Coe - Ian Jack - A. L. Kennedy - A. N. Wilson                                  |
| 1996      | Shortlist             | Beryl Bainbridge           | Every Man for Himself                             | Duckworth                                                                               | - Carmen Callil (formand) - Jonathan Coe - Ian Jack - A. L. Kennedy - A. N. Wilson                                  |
| 1996      | Shortlist             | Seamus Deane               | Reading in the Dark                               | Jonathan Cape                                                                           | - Carmen Callil (formand) - Jonathan Coe - Ian Jack - A. L. Kennedy - A. N. Wilson                                  |
| 1996      | Shortlist             | Shena Mackay               | The Orchard on Fire                               | Heinemann                                                                               | - Carmen Callil (formand) - Jonathan Coe - Ian Jack - A. L. Kennedy - A. N. Wilson                                  |
| 1996      | Shortlist             | Rohinton Mistry            | A Fine Balance                                    | Faber & Faber                                                                           | - Carmen Callil (formand) - Jonathan Coe - Ian Jack - A. L. Kennedy - A. N. Wilson                                  |
| 1997      | Vinder                | Arundhati Roy              | The God of Small Things                           | Flamingo                                                                                | - Professor Gillian Beer (formand) - Rachel Billington - Jason Cowley - Jan Dalley - Professor Dan Jacobson         |
| 1997      | Shortlist             | Jim Crace                  | Quarantine                                        | Viking                                                                                  | - Professor Gillian Beer (formand) - Rachel Billington - Jason Cowley - Jan Dalley - Professor Dan Jacobson         |
| 1997      | Shortlist             | Mick Jackson               | The Underground Man                               | Picador                                                                                 | - Professor Gillian Beer (formand) - Rachel Billington - Jason Cowley - Jan Dalley - Professor Dan Jacobson         |
| 1997      | Shortlist             | Bernard MacLaverty         | Grace Notes                                       | Jonathan Cape                                                                           | - Professor Gillian Beer (formand) - Rachel Billington - Jason Cowley - Jan Dalley - Professor Dan Jacobson         |
| 1997      | Shortlist             | Tim Parks                  | Europa                                            | Secker & Warburg                                                                        | - Professor Gillian Beer (formand) - Rachel Billington - Jason Cowley - Jan Dalley - Professor Dan Jacobson         |
| 1997      | Shortlist             | Madeleine St John          | The Essence of the Thing                          | 4th Estate                                                                              | - Professor Gillian Beer (formand) - Rachel Billington - Jason Cowley - Jan Dalley - Professor Dan Jacobson         |
| 1998      | Vinder                | Ian McEwan                 | Amsterdam                                         | Jonathan Cape                                                                           | - Douglas Hurd (formand) - Professor Valentine Cunningham - Penelope Fitzgerald - Miriam Gross - Nigella Lawson     |
| 1998      | Shortlist             | Beryl Bainbridge           | Master Georgie                                    | Duckworth                                                                               | - Douglas Hurd (formand) - Professor Valentine Cunningham - Penelope Fitzgerald - Miriam Gross - Nigella Lawson     |
| 1998      | Shortlist             | Julian Barnes              | England, England                                  | Jonathan Cape                                                                           | - Douglas Hurd (formand) - Professor Valentine Cunningham - Penelope Fitzgerald - Miriam Gross - Nigella Lawson     |
| 1998      | Shortlist             | Martin Booth               | The Industry of Souls                             | Dewi Lewis                                                                              | - Douglas Hurd (formand) - Professor Valentine Cunningham - Penelope Fitzgerald - Miriam Gross - Nigella Lawson     |
| 1998      | Shortlist             | Patrick McCabe             | Breakfast on Pluto                                | Picador                                                                                 | - Douglas Hurd (formand) - Professor Valentine Cunningham - Penelope Fitzgerald - Miriam Gross - Nigella Lawson     |
| 1998      | Shortlist             | Magnus Mills               | The Restraint of Beasts                           | Flamingo                                                                                | - Douglas Hurd (formand) - Professor Valentine Cunningham - Penelope Fitzgerald - Miriam Gross - Nigella Lawson     |
| 1999      | Vinder                | J. M. Coetzee              | Disgrace                                          | Secker & Warburg                                                                        | - Gerald Kaufman (formand) - Shena Mackay - John Sutherland - Boyd Tonkin - Natasha Walter                          |
| 1999      | Shortlist             | Anita Desai                | Fasting, Feasting                                 | Chatto & Windus                                                                         | - Gerald Kaufman (formand) - Shena Mackay - John Sutherland - Boyd Tonkin - Natasha Walter                          |
| 1999      | Shortlist             | Michael Frayn              | Headlong                                          | Faber & Faber                                                                           | - Gerald Kaufman (formand) - Shena Mackay - John Sutherland - Boyd Tonkin - Natasha Walter                          |
| 1999      | Shortlist             | Andrew O'Hagan             | Our Fathers                                       | Faber & Faber                                                                           | - Gerald Kaufman (formand) - Shena Mackay - John Sutherland - Boyd Tonkin - Natasha Walter                          |
| 1999      | Shortlist             | Ahdaf Soueif               | The Map of Love                                   | Bloomsbury                                                                              | - Gerald Kaufman (formand) - Shena Mackay - John Sutherland - Boyd Tonkin - Natasha Walter                          |
| 1999      | Shortlist             | Colm Tóibín                | The Blackwater Lightship                          | Picador                                                                                 | - Gerald Kaufman (formand) - Shena Mackay - John Sutherland - Boyd Tonkin - Natasha Walter                          |
| 2000      | Vinder                | Margaret Atwood            | The Blind Assassin                                | Bloomsbury                                                                              | - Simon Jenkins (formand) - Professor Roy Foster - Mariella Frostrup - Caroline Gascoigne - Rose Tremain            |
| 2000      | Shortlist             | Trezza Azzopardi           | The Hiding Place                                  | Picador                                                                                 | - Simon Jenkins (formand) - Professor Roy Foster - Mariella Frostrup - Caroline Gascoigne - Rose Tremain            |
| 2000      | Shortlist             | Michael Collins            | The Keepers of Truth                              | Phoenix House                                                                           | - Simon Jenkins (formand) - Professor Roy Foster - Mariella Frostrup - Caroline Gascoigne - Rose Tremain            |
| 2000      | Shortlist             | Kazuo Ishiguro             | When We Were Orphans                              | Faber & Faber                                                                           | - Simon Jenkins (formand) - Professor Roy Foster - Mariella Frostrup - Caroline Gascoigne - Rose Tremain            |
| 2000      | Shortlist             | Matthew Kneale             | English Passengers                                | Hamish Hamilton                                                                         | - Simon Jenkins (formand) - Professor Roy Foster - Mariella Frostrup - Caroline Gascoigne - Rose Tremain            |
| 2000      | Shortlist             | Brian O'Doherty            | The Deposition of Father McGreevy                 | Arcadia                                                                                 | - Simon Jenkins (formand) - Professor Roy Foster - Mariella Frostrup - Caroline Gascoigne - Rose Tremain            |
| 2001      | Vinder                | Peter Carey                | True History of the Kelly Gang                    | Faber & Faber                                                                           | - Kenneth Baker (formand) - Philip Hensher - Michèle Roberts - Kate Summerscale - Professor Rory Watson             |
| 2001      | Shortlist             | Ian McEwan                 | Atonement                                         | Jonathan Cape                                                                           | - Kenneth Baker (formand) - Philip Hensher - Michèle Roberts - Kate Summerscale - Professor Rory Watson             |
| 2001      | Shortlist             | Andrew Miller              | Oxygen                                            | Sceptre                                                                                 | - Kenneth Baker (formand) - Philip Hensher - Michèle Roberts - Kate Summerscale - Professor Rory Watson             |
| 2001      | Shortlist             | David Mitchell             | number9dream                                      | Sceptre                                                                                 | - Kenneth Baker (formand) - Philip Hensher - Michèle Roberts - Kate Summerscale - Professor Rory Watson             |
| 2001      | Shortlist             | Rachel Seiffert            | The Dark Room                                     | William Heinemann                                                                       | - Kenneth Baker (formand) - Philip Hensher - Michèle Roberts - Kate Summerscale - Professor Rory Watson             |
| 2001      | Shortlist             | Ali Smith                  | Hotel World                                       | Hamish Hamilton                                                                         | - Kenneth Baker (formand) - Philip Hensher - Michèle Roberts - Kate Summerscale - Professor Rory Watson             |
| 2001      | Longlist              | Beryl Bainbridge           | According to Queeney                              | Duckworth                                                                               | - Kenneth Baker (formand) - Philip Hensher - Michèle Roberts - Kate Summerscale - Professor Rory Watson             |
| 2001      | Longlist              | Derek Beaven               | If The Invader Comes                              | 4th Estate                                                                              | - Kenneth Baker (formand) - Philip Hensher - Michèle Roberts - Kate Summerscale - Professor Rory Watson             |
| 2001      | Longlist              | Melvyn Bragg               | A Son of War                                      | Sceptre                                                                                 | - Kenneth Baker (formand) - Philip Hensher - Michèle Roberts - Kate Summerscale - Professor Rory Watson             |
| 2001      | Longlist              | Ciaran Carson              | Shamrock Tea                                      | Granta Books                                                                            | - Kenneth Baker (formand) - Philip Hensher - Michèle Roberts - Kate Summerscale - Professor Rory Watson             |
| 2001      | Longlist              | Stevie Davies              | The Element of Water                              | The Women's Press                                                                       | - Kenneth Baker (formand) - Philip Hensher - Michèle Roberts - Kate Summerscale - Professor Rory Watson             |
| 2001      | Longlist              | Nadine Gordimer            | The Pickup                                        | Bloomsbury                                                                              | - Kenneth Baker (formand) - Philip Hensher - Michèle Roberts - Kate Summerscale - Professor Rory Watson             |
| 2001      | Longlist              | Patricia Grace             | Dogside Story                                     | The Women's Press                                                                       | - Kenneth Baker (formand) - Philip Hensher - Michèle Roberts - Kate Summerscale - Professor Rory Watson             |
| 2001      | Longlist              | Abdulrazak Gurnah          | By The Sea                                        | Bloomsbury                                                                              | - Kenneth Baker (formand) - Philip Hensher - Michèle Roberts - Kate Summerscale - Professor Rory Watson             |
| 2001      | Longlist              | Nick Hornby                | How To Be Good                                    | Viking                                                                                  | - Kenneth Baker (formand) - Philip Hensher - Michèle Roberts - Kate Summerscale - Professor Rory Watson             |
| 2001      | Longlist              | Zvi Jagendorf              | Wolfy and the Strudelbakers                       | Dewi Lewis                                                                              | - Kenneth Baker (formand) - Philip Hensher - Michèle Roberts - Kate Summerscale - Professor Rory Watson             |
| 2001      | Longlist              | James Kelman               | Translated Accounts                               | Secker & Warburg                                                                        | - Kenneth Baker (formand) - Philip Hensher - Michèle Roberts - Kate Summerscale - Professor Rory Watson             |
| 2001      | Longlist              | Eion McNamee               | The Blue Tango                                    | Faber & Faber                                                                           | - Kenneth Baker (formand) - Philip Hensher - Michèle Roberts - Kate Summerscale - Professor Rory Watson             |
| 2001      | Longlist              | Ferdinand Mount            | Fairness                                          | Chatto & Windus                                                                         | - Kenneth Baker (formand) - Philip Hensher - Michèle Roberts - Kate Summerscale - Professor Rory Watson             |
| 2001      | Longlist              | VS Naipaul                 | Half a Life                                       | Picador                                                                                 | - Kenneth Baker (formand) - Philip Hensher - Michèle Roberts - Kate Summerscale - Professor Rory Watson             |
| 2001      | Longlist              | Philip Pullman             | The Amber Spyglass                                | Scholastic                                                                              | - Kenneth Baker (formand) - Philip Hensher - Michèle Roberts - Kate Summerscale - Professor Rory Watson             |
| 2001      | Longlist              | Manil Suri                 | The Death of Vishnu                               | Bloomsbury                                                                              | - Kenneth Baker (formand) - Philip Hensher - Michèle Roberts - Kate Summerscale - Professor Rory Watson             |
| 2001      | Longlist              | Jane Urquhart              | The Stone Carvers                                 | Bloomsbury                                                                              | - Kenneth Baker (formand) - Philip Hensher - Michèle Roberts - Kate Summerscale - Professor Rory Watson             |
| 2001      | Longlist              | Marina Warner              | The Leto Bundle                                   | Chatto & Windus                                                                         | - Kenneth Baker (formand) - Philip Hensher - Michèle Roberts - Kate Summerscale - Professor Rory Watson             |
| 2002      | Vinder                | Yann Martel                | Life of Pi                                        | Canongate                                                                               | - Lisa Jardine (formand) - David Baddiel - Russell Celyn Jones - Salley Vickers - Erica Wagner                      |
| 2002      | Shortlist             | Rohinton Mistry            | Family Matters                                    | Faber & Faber                                                                           | - Lisa Jardine (formand) - David Baddiel - Russell Celyn Jones - Salley Vickers - Erica Wagner                      |
| 2002      | Shortlist             | Carol Shields              | Unless                                            | 4th Estate                                                                              | - Lisa Jardine (formand) - David Baddiel - Russell Celyn Jones - Salley Vickers - Erica Wagner                      |
| 2002      | Shortlist             | William Trevor             | The Story of Lucy Gault                           | Viking                                                                                  | - Lisa Jardine (formand) - David Baddiel - Russell Celyn Jones - Salley Vickers - Erica Wagner                      |
| 2002      | Shortlist             | Sarah Waters               | Fingersmith                                       | Virago                                                                                  | - Lisa Jardine (formand) - David Baddiel - Russell Celyn Jones - Salley Vickers - Erica Wagner                      |
| 2002      | Shortlist             | Tim Winton                 | Dirt Music                                        | Picador                                                                                 | - Lisa Jardine (formand) - David Baddiel - Russell Celyn Jones - Salley Vickers - Erica Wagner                      |
| 2002      | Longlist              | Dannie Abse                | The Strange Case of Dr Simmonds and Dr Glass      | Robson Books                                                                            | - Lisa Jardine (formand) - David Baddiel - Russell Celyn Jones - Salley Vickers - Erica Wagner                      |
| 2002      | Longlist              | John Banville              | Shroud                                            | Picador                                                                                 | - Lisa Jardine (formand) - David Baddiel - Russell Celyn Jones - Salley Vickers - Erica Wagner                      |
| 2002      | Longlist              | Joan Barfoot               | Critical Injuries                                 | The Women's Press                                                                       | - Lisa Jardine (formand) - David Baddiel - Russell Celyn Jones - Salley Vickers - Erica Wagner                      |
| 2002      | Longlist              | William Boyd               | Any Human Heart                                   | Hamish Hamilton                                                                         | - Lisa Jardine (formand) - David Baddiel - Russell Celyn Jones - Salley Vickers - Erica Wagner                      |
| 2002      | Longlist              | Anita Brookner             | The Next Big Thing                                | Viking                                                                                  | - Lisa Jardine (formand) - David Baddiel - Russell Celyn Jones - Salley Vickers - Erica Wagner                      |
| 2002      | Longlist              | Robert Edric               | Peacetime                                         | Black Swan                                                                              | - Lisa Jardine (formand) - David Baddiel - Russell Celyn Jones - Salley Vickers - Erica Wagner                      |
| 2002      | Longlist              | Michael Frayn              | Spies                                             | Faber & Faber                                                                           | - Lisa Jardine (formand) - David Baddiel - Russell Celyn Jones - Salley Vickers - Erica Wagner                      |
| 2002      | Longlist              | Linda Grant                | Still Here                                        | Little Brown                                                                            | - Lisa Jardine (formand) - David Baddiel - Russell Celyn Jones - Salley Vickers - Erica Wagner                      |
| 2002      | Longlist              | Philip Hensher             | The Mulberry Empire                               | Flamingo                                                                                | - Lisa Jardine (formand) - David Baddiel - Russell Celyn Jones - Salley Vickers - Erica Wagner                      |
| 2002      | Longlist              | Howard Jacobson            | Who’s Sorry Now?                                  | Cape                                                                                    | - Lisa Jardine (formand) - David Baddiel - Russell Celyn Jones - Salley Vickers - Erica Wagner                      |
| 2002      | Longlist              | Jon McGregor               | If Nobody Speaks of Remarkable Things             | 4th Estate                                                                              | - Lisa Jardine (formand) - David Baddiel - Russell Celyn Jones - Salley Vickers - Erica Wagner                      |
| 2002      | Longlist              | Will Self                  | Dorian, an Imitation                              | Viking                                                                                  | - Lisa Jardine (formand) - David Baddiel - Russell Celyn Jones - Salley Vickers - Erica Wagner                      |
| 2002      | Longlist              | Zadie Smith                | The Autograph Man                                 | Hamish Hamilton                                                                         | - Lisa Jardine (formand) - David Baddiel - Russell Celyn Jones - Salley Vickers - Erica Wagner                      |
| 2002      | Longlist              | Colin Thubron              | To The Last City                                  | Chatto & Windus                                                                         | - Lisa Jardine (formand) - David Baddiel - Russell Celyn Jones - Salley Vickers - Erica Wagner                      |
| 2003      | Vinder                | DBC Pierre                 | Vernon God Little                                 | Faber & Faber                                                                           | - John Carey (formand) - A. C. Grayling - Francine Stock - Rebecca Stephens MBE - D. J. Taylor                      |
| 2003      | Shortlist             | Monica Ali                 | Brick Lane                                        | Doubleday                                                                               | - John Carey (formand) - A. C. Grayling - Francine Stock - Rebecca Stephens MBE - D. J. Taylor                      |
| 2003      | Shortlist             | Margaret Atwood            | Oryx and Crake                                    | Bloomsbury                                                                              | - John Carey (formand) - A. C. Grayling - Francine Stock - Rebecca Stephens MBE - D. J. Taylor                      |
| 2003      | Shortlist             | Damon Galgut               | The Good Doctor                                   | Atlantic Books                                                                          | - John Carey (formand) - A. C. Grayling - Francine Stock - Rebecca Stephens MBE - D. J. Taylor                      |
| 2003      | Shortlist             | Zoë Heller                 | Notes on a Scandal                                | Viking                                                                                  | - John Carey (formand) - A. C. Grayling - Francine Stock - Rebecca Stephens MBE - D. J. Taylor                      |
| 2003      | Shortlist             | Clare Morrall              | Astonishing Splashes of Colour                    | Tindal Street Press                                                                     | - John Carey (formand) - A. C. Grayling - Francine Stock - Rebecca Stephens MBE - D. J. Taylor                      |
| 2003      | Longlist              | Martin Amis                | Yellow Dog                                        | Cape                                                                                    | - John Carey (formand) - A. C. Grayling - Francine Stock - Rebecca Stephens MBE - D. J. Taylor                      |
| 2003      | Longlist              | Carol Birch                | Turn Again Home                                   | Virago                                                                                  | - John Carey (formand) - A. C. Grayling - Francine Stock - Rebecca Stephens MBE - D. J. Taylor                      |
| 2003      | Longlist              | Melvyn Bragg               | Crossing the Lines                                | Sceptre                                                                                 | - John Carey (formand) - A. C. Grayling - Francine Stock - Rebecca Stephens MBE - D. J. Taylor                      |
| 2003      | Longlist              | J. M. Coetzee              | Elizabeth Costello                                | Harvill Secker                                                                          | - John Carey (formand) - A. C. Grayling - Francine Stock - Rebecca Stephens MBE - D. J. Taylor                      |
| 2003      | Longlist              | Julia Darling              | The Taxi Driver’s Daughter                        | Penguin                                                                                 | - John Carey (formand) - A. C. Grayling - Francine Stock - Rebecca Stephens MBE - D. J. Taylor                      |
| 2003      | Longlist              | Gerard Donovan             | Schopenhauer’s Telescope                          | Scribner                                                                                | - John Carey (formand) - A. C. Grayling - Francine Stock - Rebecca Stephens MBE - D. J. Taylor                      |
| 2003      | Longlist              | Barbara Gowdy              | The Romantic                                      | Harper Perennial                                                                        | - John Carey (formand) - A. C. Grayling - Francine Stock - Rebecca Stephens MBE - D. J. Taylor                      |
| 2003      | Longlist              | Mark Haddon                | The Curious Incident of the Dog in the Night-Time | Doubleday                                                                               | - John Carey (formand) - A. C. Grayling - Francine Stock - Rebecca Stephens MBE - D. J. Taylor                      |
| 2003      | Longlist              | Francis King               | The Nick of Time                                  | Arcadia                                                                                 | - John Carey (formand) - A. C. Grayling - Francine Stock - Rebecca Stephens MBE - D. J. Taylor                      |
| 2003      | Longlist              | Shena Mackay               | Heligoland                                        | Cape                                                                                    | - John Carey (formand) - A. C. Grayling - Francine Stock - Rebecca Stephens MBE - D. J. Taylor                      |
| 2003      | Longlist              | John Murray                | Jazz etc.                                         | Flambard Press                                                                          | - John Carey (formand) - A. C. Grayling - Francine Stock - Rebecca Stephens MBE - D. J. Taylor                      |
| 2003      | Longlist              | Julie Myerson              | Something Might Happen                            | Cape                                                                                    | - John Carey (formand) - A. C. Grayling - Francine Stock - Rebecca Stephens MBE - D. J. Taylor                      |
| 2003      | Longlist              | Tim Parks                  | Judge Savage                                      | Secker & Warburg                                                                        | - John Carey (formand) - A. C. Grayling - Francine Stock - Rebecca Stephens MBE - D. J. Taylor                      |
| 2003      | Longlist              | Caryl Phillips             | A Distant Shore                                   | Secker & Warburg                                                                        | - John Carey (formand) - A. C. Grayling - Francine Stock - Rebecca Stephens MBE - D. J. Taylor                      |
| 2003      | Longlist              | Jonathan Raban             | Waxwings                                          | Picador                                                                                 | - John Carey (formand) - A. C. Grayling - Francine Stock - Rebecca Stephens MBE - D. J. Taylor                      |
| 2003      | Longlist              | Graham Swift               | The Light of Day                                  | Simon & Schuster                                                                        | - John Carey (formand) - A. C. Grayling - Francine Stock - Rebecca Stephens MBE - D. J. Taylor                      |
| 2003      | Longlist              | Barbara Trapido            | Frankie & Stankie                                 | Bloomsbury                                                                              | - John Carey (formand) - A. C. Grayling - Francine Stock - Rebecca Stephens MBE - D. J. Taylor                      |
| 2004      | Vinder                | Alan Hollinghurst          | The Line of Beauty                                | Picador                                                                                 | - Chris Smith (formand) - Tibor Fischer - Robert Macfarlane - Rowan Pelling - Fiammetta Rocco                       |
| 2004      | Shortlist             | Achmat Dangor              | Bitter Fruit                                      | Atlantic                                                                                | - Chris Smith (formand) - Tibor Fischer - Robert Macfarlane - Rowan Pelling - Fiammetta Rocco                       |
| 2004      | Shortlist             | Sarah Hall                 | The Electric Michelangelo                         | Faber & Faber                                                                           | - Chris Smith (formand) - Tibor Fischer - Robert Macfarlane - Rowan Pelling - Fiammetta Rocco                       |
| 2004      | Shortlist             | David Mitchell             | Cloud Atlas                                       | Sceptre                                                                                 | - Chris Smith (formand) - Tibor Fischer - Robert Macfarlane - Rowan Pelling - Fiammetta Rocco                       |
| 2004      | Shortlist             | Colm Tóibín                | The Master                                        | Picador                                                                                 | - Chris Smith (formand) - Tibor Fischer - Robert Macfarlane - Rowan Pelling - Fiammetta Rocco                       |
| 2004      | Shortlist             | Gerard Woodward            | I'll Go to Bed at Noon                            | Chatto & Windus                                                                         | - Chris Smith (formand) - Tibor Fischer - Robert Macfarlane - Rowan Pelling - Fiammetta Rocco                       |
| 2004      | Longlist              | Chimamanda Ngozi Adichie   | Purple Hibiscus                                   | 4th Estate                                                                              | - Chris Smith (formand) - Tibor Fischer - Robert Macfarlane - Rowan Pelling - Fiammetta Rocco                       |
| 2004      | Longlist              | Nadeem Aslam               | Maps for Lost Lovers                              | Faber & Faber                                                                           | - Chris Smith (formand) - Tibor Fischer - Robert Macfarlane - Rowan Pelling - Fiammetta Rocco                       |
| 2004      | Longlist              | Nicola Barker              | Clear: A Transparent Novel                        | 4th Estate                                                                              | - Chris Smith (formand) - Tibor Fischer - Robert Macfarlane - Rowan Pelling - Fiammetta Rocco                       |
| 2004      | Longlist              | John Bemrose               | The Island Walkers                                | John Murray                                                                             | - Chris Smith (formand) - Tibor Fischer - Robert Macfarlane - Rowan Pelling - Fiammetta Rocco                       |
| 2004      | Longlist              | Ronan Bennett              | Havoc, in its Third Year                          | Bloomsbury                                                                              | - Chris Smith (formand) - Tibor Fischer - Robert Macfarlane - Rowan Pelling - Fiammetta Rocco                       |
| 2004      | Longlist              | Susanna Clarke             | Jonathan Strange & Mr Norrell                     | Bloomsbury                                                                              | - Chris Smith (formand) - Tibor Fischer - Robert Macfarlane - Rowan Pelling - Fiammetta Rocco                       |
| 2004      | Longlist              | Neil Cross                 | Always the Sun                                    | Scribner                                                                                | - Chris Smith (formand) - Tibor Fischer - Robert Macfarlane - Rowan Pelling - Fiammetta Rocco                       |
| 2004      | Longlist              | Louise Dean                | Becoming Strangers                                | Scribner                                                                                | - Chris Smith (formand) - Tibor Fischer - Robert Macfarlane - Rowan Pelling - Fiammetta Rocco                       |
| 2004      | Longlist              | Lewis Desoto               | A Blade of Grass                                  | Maia                                                                                    | - Chris Smith (formand) - Tibor Fischer - Robert Macfarlane - Rowan Pelling - Fiammetta Rocco                       |
| 2004      | Longlist              | James Hamilton-Paterson    | Cooking with Fernet Branca                        | Faber & Faber                                                                           | - Chris Smith (formand) - Tibor Fischer - Robert Macfarlane - Rowan Pelling - Fiammetta Rocco                       |
| 2004      | Longlist              | Justin Haythe              | The Honeymoon                                     | Picador                                                                                 | - Chris Smith (formand) - Tibor Fischer - Robert Macfarlane - Rowan Pelling - Fiammetta Rocco                       |
| 2004      | Longlist              | Shirley Hazzard            | The Great Fire                                    | Virago                                                                                  | - Chris Smith (formand) - Tibor Fischer - Robert Macfarlane - Rowan Pelling - Fiammetta Rocco                       |
| 2004      | Longlist              | Gail Jones                 | Sixty Lights                                      | Harvill                                                                                 | - Chris Smith (formand) - Tibor Fischer - Robert Macfarlane - Rowan Pelling - Fiammetta Rocco                       |
| 2004      | Longlist              | Sam North                  | The Unnumbered                                    | Scribner                                                                                | - Chris Smith (formand) - Tibor Fischer - Robert Macfarlane - Rowan Pelling - Fiammetta Rocco                       |
| 2004      | Longlist              | Nicholas Shakespeare       | Snowleg                                           | Harvill                                                                                 | - Chris Smith (formand) - Tibor Fischer - Robert Macfarlane - Rowan Pelling - Fiammetta Rocco                       |
| 2004      | Longlist              | Matt Thorne                | Cherry                                            | Weidenfeld & Nicolson                                                                   | - Chris Smith (formand) - Tibor Fischer - Robert Macfarlane - Rowan Pelling - Fiammetta Rocco                       |
| 2005      | Vinder                | John Banville              | The Sea                                           | Picador                                                                                 | - John Sutherland (formand) - Lindsay Duguid - Rick Gekoski - Josephine Hart - David Sexton                         |
| 2005      | Shortlist             | Julian Barnes              | Arthur & George                                   | Jonathan Cape                                                                           | - John Sutherland (formand) - Lindsay Duguid - Rick Gekoski - Josephine Hart - David Sexton                         |
| 2005      | Shortlist             | Sebastian Barry            | A Long Long Way                                   | Faber & Faber                                                                           | - John Sutherland (formand) - Lindsay Duguid - Rick Gekoski - Josephine Hart - David Sexton                         |
| 2005      | Shortlist             | Kazuo Ishiguro             | Never Let Me Go                                   | Faber & Faber                                                                           | - John Sutherland (formand) - Lindsay Duguid - Rick Gekoski - Josephine Hart - David Sexton                         |
| 2005      | Shortlist             | Ali Smith                  | The Accidental                                    | Hamish Hamilton                                                                         | - John Sutherland (formand) - Lindsay Duguid - Rick Gekoski - Josephine Hart - David Sexton                         |
| 2005      | Shortlist             | Zadie Smith                | On Beauty                                         | Hamish Hamilton                                                                         | - John Sutherland (formand) - Lindsay Duguid - Rick Gekoski - Josephine Hart - David Sexton                         |
| 2005      | Longlist              | Tash Aw                    | The Harmony Silk Factory                          | 4th Estate                                                                              | - John Sutherland (formand) - Lindsay Duguid - Rick Gekoski - Josephine Hart - David Sexton                         |
| 2005      | Longlist              | J. M. Coetzee              | Slow Man                                          | Secker & Warburg                                                                        | - John Sutherland (formand) - Lindsay Duguid - Rick Gekoski - Josephine Hart - David Sexton                         |
| 2005      | Longlist              | Rachel Cusk                | In the Fold                                       | Faber & Faber                                                                           | - John Sutherland (formand) - Lindsay Duguid - Rick Gekoski - Josephine Hart - David Sexton                         |
| 2005      | Longlist              | Dan Jacobson               | All For Love                                      | Hamish Hamilton                                                                         | - John Sutherland (formand) - Lindsay Duguid - Rick Gekoski - Josephine Hart - David Sexton                         |
| 2005      | Longlist              | Marina Lewycka             | A Short History of Tractors in Ukrainian          | Viking                                                                                  | - John Sutherland (formand) - Lindsay Duguid - Rick Gekoski - Josephine Hart - David Sexton                         |
| 2005      | Longlist              | Hilary Mantel              | Beyond Black                                      | 4th Estate                                                                              | - John Sutherland (formand) - Lindsay Duguid - Rick Gekoski - Josephine Hart - David Sexton                         |
| 2005      | Longlist              | Ian McEwan                 | Saturday                                          | Jonathan Cape                                                                           | - John Sutherland (formand) - Lindsay Duguid - Rick Gekoski - Josephine Hart - David Sexton                         |
| 2005      | Longlist              | James Meek                 | The People’s Act of Love                          | Canongate                                                                               | - John Sutherland (formand) - Lindsay Duguid - Rick Gekoski - Josephine Hart - David Sexton                         |
| 2005      | Longlist              | Salman Rushdie             | Shalimar the Clown                                | Jonathan Cape                                                                           | - John Sutherland (formand) - Lindsay Duguid - Rick Gekoski - Josephine Hart - David Sexton                         |
| 2005      | Longlist              | Harry Thompson             | This Thing of Darkness                            | Headline Review                                                                         | - John Sutherland (formand) - Lindsay Duguid - Rick Gekoski - Josephine Hart - David Sexton                         |
| 2005      | Longlist              | William Wall               | This Is The Country                               | Sceptre                                                                                 | - John Sutherland (formand) - Lindsay Duguid - Rick Gekoski - Josephine Hart - David Sexton                         |
| 2006      | Vinder                | Kiran Desai                | The Inheritance of Loss                           | Hamish Hamilton                                                                         | - Hermione Lee (formand) - Simon Armitage - Candia McWilliam - Antony Quinn - Fiona Shaw                            |
| 2006      | Shortlist             | Kate Grenville             | The Secret River                                  | Canongate                                                                               | - Hermione Lee (formand) - Simon Armitage - Candia McWilliam - Antony Quinn - Fiona Shaw                            |
| 2006      | Shortlist             | M. J. Hyland               | Carry Me Down                                     | Canongate                                                                               | - Hermione Lee (formand) - Simon Armitage - Candia McWilliam - Antony Quinn - Fiona Shaw                            |
| 2006      | Shortlist             | Hisham Matar               | In the Country of Men                             | Viking                                                                                  | - Hermione Lee (formand) - Simon Armitage - Candia McWilliam - Antony Quinn - Fiona Shaw                            |
| 2006      | Shortlist             | Edward St Aubyn            | Mother's Milk                                     | Picador                                                                                 | - Hermione Lee (formand) - Simon Armitage - Candia McWilliam - Antony Quinn - Fiona Shaw                            |
| 2006      | Shortlist             | Sarah Waters               | The Night Watch                                   | Virago                                                                                  | - Hermione Lee (formand) - Simon Armitage - Candia McWilliam - Antony Quinn - Fiona Shaw                            |
| 2006      | Longlist              | Peter Carey                | Theft: A Love Story                               | Faber & Faber                                                                           | - Hermione Lee (formand) - Simon Armitage - Candia McWilliam - Antony Quinn - Fiona Shaw                            |
| 2006      | Longlist              | Robert Edric               | Gathering the Water                               | Black Swan                                                                              | - Hermione Lee (formand) - Simon Armitage - Candia McWilliam - Antony Quinn - Fiona Shaw                            |
| 2006      | Longlist              | Nadine Gordimer            | Get A Life                                        | Bloomsbury                                                                              | - Hermione Lee (formand) - Simon Armitage - Candia McWilliam - Antony Quinn - Fiona Shaw                            |
| 2006      | Longlist              | Howard Jacobson            | Kalooki Nights                                    | Jonathan Cape                                                                           | - Hermione Lee (formand) - Simon Armitage - Candia McWilliam - Antony Quinn - Fiona Shaw                            |
| 2006      | Longlist              | James Lasdun               | Seven Lies                                        | Jonathan Cape                                                                           | - Hermione Lee (formand) - Simon Armitage - Candia McWilliam - Antony Quinn - Fiona Shaw                            |
| 2006      | Longlist              | Mary Lawson                | The Other Side of the Bridge                      | Chatto & Windus                                                                         | - Hermione Lee (formand) - Simon Armitage - Candia McWilliam - Antony Quinn - Fiona Shaw                            |
| 2006      | Longlist              | Jon McGregor               | So Many Ways to Begin                             | Bloomsbury                                                                              | - Hermione Lee (formand) - Simon Armitage - Candia McWilliam - Antony Quinn - Fiona Shaw                            |
| 2006      | Longlist              | Claire Messud              | The Emperor’s Children                            | Picador                                                                                 | - Hermione Lee (formand) - Simon Armitage - Candia McWilliam - Antony Quinn - Fiona Shaw                            |
| 2006      | Longlist              | David Mitchell             | Black Swan Green                                  | Sceptre                                                                                 | - Hermione Lee (formand) - Simon Armitage - Candia McWilliam - Antony Quinn - Fiona Shaw                            |
| 2006      | Longlist              | Naeem Murr                 | The Perfect Man                                   | William Heinemann                                                                       | - Hermione Lee (formand) - Simon Armitage - Candia McWilliam - Antony Quinn - Fiona Shaw                            |
| 2006      | Longlist              | Andrew O’Hagan             | Be Near Me                                        | Faber & Faber                                                                           | - Hermione Lee (formand) - Simon Armitage - Candia McWilliam - Antony Quinn - Fiona Shaw                            |
| 2006      | Longlist              | James Robertson            | The Testament of Gideon Mack                      | Hamish Hamilton                                                                         | - Hermione Lee (formand) - Simon Armitage - Candia McWilliam - Antony Quinn - Fiona Shaw                            |
| 2006      | Longlist              | Barry Unsworth             | The Ruby In Her Navel                             | Hamish Hamilton                                                                         | - Hermione Lee (formand) - Simon Armitage - Candia McWilliam - Antony Quinn - Fiona Shaw                            |
| 2007      | Vinder                | Anne Enright               | The Gathering                                     | Jonathan Cape                                                                           | - Howard Davies (formand) - Wendy Cope - Giles Foden - Ruth Scurr - Imogen Stubbs                                   |
| 2007      | Shortlist             | Nicola Barker              | Darkmans                                          | 4th Estate                                                                              | - Howard Davies (formand) - Wendy Cope - Giles Foden - Ruth Scurr - Imogen Stubbs                                   |
| 2007      | Shortlist             | Mohsin Hamid               | The Reluctant Fundamentalist                      | Hamish Hamilton                                                                         | - Howard Davies (formand) - Wendy Cope - Giles Foden - Ruth Scurr - Imogen Stubbs                                   |
| 2007      | Shortlist             | Lloyd Jones                | Mister Pip                                        | John Murray                                                                             | - Howard Davies (formand) - Wendy Cope - Giles Foden - Ruth Scurr - Imogen Stubbs                                   |
| 2007      | Shortlist             | Ian McEwan                 | On Chesil Beach                                   | Jonathan Cape                                                                           | - Howard Davies (formand) - Wendy Cope - Giles Foden - Ruth Scurr - Imogen Stubbs                                   |
| 2007      | Shortlist             | Indra Sinha                | Animal's People                                   | Simon & Schuster                                                                        | - Howard Davies (formand) - Wendy Cope - Giles Foden - Ruth Scurr - Imogen Stubbs                                   |
| 2007      | Longlist              | Edward Docx                | Self Help                                         | Picador                                                                                 | - Howard Davies (formand) - Wendy Cope - Giles Foden - Ruth Scurr - Imogen Stubbs                                   |
| 2007      | Longlist              | Peter Ho Davies            | The Welsh Girl                                    | Sceptre                                                                                 | - Howard Davies (formand) - Wendy Cope - Giles Foden - Ruth Scurr - Imogen Stubbs                                   |
| 2007      | Longlist              | Nikita Lalwani             | Gifted                                            | Penguin                                                                                 | - Howard Davies (formand) - Wendy Cope - Giles Foden - Ruth Scurr - Imogen Stubbs                                   |
| 2007      | Longlist              | Catherine O'Flynn          | What Was Lost                                     | Tindal Street Press                                                                     | - Howard Davies (formand) - Wendy Cope - Giles Foden - Ruth Scurr - Imogen Stubbs                                   |
| 2007      | Longlist              | Michael Redhill            | Consolation                                       | William Heinemann                                                                       | - Howard Davies (formand) - Wendy Cope - Giles Foden - Ruth Scurr - Imogen Stubbs                                   |
| 2007      | Longlist              | Tan Twan Eng               | The Gift of Rain                                  | Myrmidon                                                                                | - Howard Davies (formand) - Wendy Cope - Giles Foden - Ruth Scurr - Imogen Stubbs                                   |
| 2007      | Longlist              | A. N. Wilson               | Winnie & Wolf                                     | Hutchinson                                                                              | - Howard Davies (formand) - Wendy Cope - Giles Foden - Ruth Scurr - Imogen Stubbs                                   |
| 2008      | Vinder                | Aravind Adiga              | The White Tiger                                   | Atlantic                                                                                | - Michael Portillo (formand) - Alex Clark - Louise Doughty - James Heneage - Hardeep Singh Kohli                    |
| 2008      | Shortlist             | Sebastian Barry            | The Secret Scripture                              | Faber & Faber                                                                           | - Michael Portillo (formand) - Alex Clark - Louise Doughty - James Heneage - Hardeep Singh Kohli                    |
| 2008      | Shortlist             | Amitav Ghosh               | Sea of Poppies                                    | John Murray                                                                             | - Michael Portillo (formand) - Alex Clark - Louise Doughty - James Heneage - Hardeep Singh Kohli                    |
| 2008      | Shortlist             | Linda Grant                | The Clothes on Their Backs                        | Virago                                                                                  | - Michael Portillo (formand) - Alex Clark - Louise Doughty - James Heneage - Hardeep Singh Kohli                    |
| 2008      | Shortlist             | Philip Hensher             | The Northern Clemency                             | 4th Estate                                                                              | - Michael Portillo (formand) - Alex Clark - Louise Doughty - James Heneage - Hardeep Singh Kohli                    |
| 2008      | Shortlist             | Steve Toltz                | A Fraction of the Whole                           | Hamish Hamilton                                                                         | - Michael Portillo (formand) - Alex Clark - Louise Doughty - James Heneage - Hardeep Singh Kohli                    |
| 2008      | Longlist              | Gaynor Arnold              | Girl in a Blue Dress                              | Tindal Street Press                                                                     | - Michael Portillo (formand) - Alex Clark - Louise Doughty - James Heneage - Hardeep Singh Kohli                    |
| 2008      | Longlist              | John Berger                | From A to X                                       | Verso                                                                                   | - Michael Portillo (formand) - Alex Clark - Louise Doughty - James Heneage - Hardeep Singh Kohli                    |
| 2008      | Longlist              | Michelle de Kretser        | The Lost Dog                                      | Chatto & Windus                                                                         | - Michael Portillo (formand) - Alex Clark - Louise Doughty - James Heneage - Hardeep Singh Kohli                    |
| 2008      | Longlist              | Mohammed Hanif             | A Case of Exploding Mangoes                       | Jonathan Cape                                                                           | - Michael Portillo (formand) - Alex Clark - Louise Doughty - James Heneage - Hardeep Singh Kohli                    |
| 2008      | Longlist              | Joseph O'Neil              | Netherland                                        | 4th Estate                                                                              | - Michael Portillo (formand) - Alex Clark - Louise Doughty - James Heneage - Hardeep Singh Kohli                    |
| 2008      | Longlist              | Salman Rushdie             | The Enchantress of Florence                       | Jonathan Cape                                                                           | - Michael Portillo (formand) - Alex Clark - Louise Doughty - James Heneage - Hardeep Singh Kohli                    |
| 2008      | Longlist              | Tom Rob Smith              | Child 44                                          | Simon & Schuster                                                                        | - Michael Portillo (formand) - Alex Clark - Louise Doughty - James Heneage - Hardeep Singh Kohli                    |
| 2009      | Vinder                | Hilary Mantel              | Wolf Hall                                         | 4th Estate                                                                              | - James Naughtie (formand) - Lucasta Miller - John Mullan - Sue Perkins - Michael Prodger                           |
| 2009      | Shortlist             | A. S. Byatt                | The Children's Book                               | Chatto and Windus                                                                       | - James Naughtie (formand) - Lucasta Miller - John Mullan - Sue Perkins - Michael Prodger                           |
| 2009      | Shortlist             | J. M. Coetzee              | Summertime                                        | Harvill Secker                                                                          | - James Naughtie (formand) - Lucasta Miller - John Mullan - Sue Perkins - Michael Prodger                           |
| 2009      | Shortlist             | Adam Foulds                | The Quickening Maze                               | Jonathan Cape                                                                           | - James Naughtie (formand) - Lucasta Miller - John Mullan - Sue Perkins - Michael Prodger                           |
| 2009      | Shortlist             | Simon Mawer                | The Glass Room                                    | Little, Brown                                                                           | - James Naughtie (formand) - Lucasta Miller - John Mullan - Sue Perkins - Michael Prodger                           |
| 2009      | Shortlist             | Sarah Waters               | The Little Stranger                               | Virago                                                                                  | - James Naughtie (formand) - Lucasta Miller - John Mullan - Sue Perkins - Michael Prodger                           |
| 2009      | Longlist              | Sarah Hall                 | How to Paint a Dead Man                           | Faber                                                                                   | - James Naughtie (formand) - Lucasta Miller - John Mullan - Sue Perkins - Michael Prodger                           |
| 2009      | Longlist              | Samantha Harvey            | The Wilderness                                    | Jonathan Cape                                                                           | - James Naughtie (formand) - Lucasta Miller - John Mullan - Sue Perkins - Michael Prodger                           |
| 2009      | Longlist              | James Lever                | Me Cheeta                                         | 4th Estate                                                                              | - James Naughtie (formand) - Lucasta Miller - John Mullan - Sue Perkins - Michael Prodger                           |
| 2009      | Longlist              | Ed O’Loughlin              | Not Untrue & Not Unkind                           | Penguin                                                                                 | - James Naughtie (formand) - Lucasta Miller - John Mullan - Sue Perkins - Michael Prodger                           |
| 2009      | Longlist              | James Scudamore            | Heliopolis                                        | Harvill Secker                                                                          | - James Naughtie (formand) - Lucasta Miller - John Mullan - Sue Perkins - Michael Prodger                           |
| 2009      | Longlist              | Colm Tóibín                | Brooklyn                                          | Viking                                                                                  | - James Naughtie (formand) - Lucasta Miller - John Mullan - Sue Perkins - Michael Prodger                           |
| 2009      | Longlist              | William Trevor             | Love and Summer                                   | Viking                                                                                  | - James Naughtie (formand) - Lucasta Miller - John Mullan - Sue Perkins - Michael Prodger                           |
| 2010      | Vinder                | Howard Jacobson            | The Finkler Question                              | Bloomsbury                                                                              | - Andrew Motion (formand) - Rosie Blau - Deborah Bull - Tom Sutcliffe - Frances Wilson                              |
| 2010      | Shortlist             | Peter Carey                | Parrot and Olivier in America                     | Faber & Faber                                                                           | - Andrew Motion (formand) - Rosie Blau - Deborah Bull - Tom Sutcliffe - Frances Wilson                              |
| 2010      | Shortlist             | Emma Donoghue              | Room                                              | Picador                                                                                 | - Andrew Motion (formand) - Rosie Blau - Deborah Bull - Tom Sutcliffe - Frances Wilson                              |
| 2010      | Shortlist             | Damon Galgut               | In a Strange Room                                 | Atlantic Books                                                                          | - Andrew Motion (formand) - Rosie Blau - Deborah Bull - Tom Sutcliffe - Frances Wilson                              |
| 2010      | Shortlist             | Andrea Levy                | The Long Song                                     | Hachette                                                                                | - Andrew Motion (formand) - Rosie Blau - Deborah Bull - Tom Sutcliffe - Frances Wilson                              |
| 2010      | Shortlist             | Tom McCarthy               | C                                                 | Jonathan Cape                                                                           | - Andrew Motion (formand) - Rosie Blau - Deborah Bull - Tom Sutcliffe - Frances Wilson                              |
| 2010      | Longlist              | Helen Dunmore              | The Betrayal                                      | Fig Tree                                                                                | - Andrew Motion (formand) - Rosie Blau - Deborah Bull - Tom Sutcliffe - Frances Wilson                              |
| 2010      | Longlist              | David Mitchell             | The Thousand Autumns of Jacob de Zoet             | Sceptre                                                                                 | - Andrew Motion (formand) - Rosie Blau - Deborah Bull - Tom Sutcliffe - Frances Wilson                              |
| 2010      | Longlist              | Lisa Moore                 | February                                          | Random House                                                                            | - Andrew Motion (formand) - Rosie Blau - Deborah Bull - Tom Sutcliffe - Frances Wilson                              |
| 2010      | Longlist              | Paul Murray                | Skippy Dies                                       | Hamish Hamilton                                                                         | - Andrew Motion (formand) - Rosie Blau - Deborah Bull - Tom Sutcliffe - Frances Wilson                              |
| 2010      | Longlist              | Rose Tremain               | Trespass                                          | Chatto & Windus                                                                         | - Andrew Motion (formand) - Rosie Blau - Deborah Bull - Tom Sutcliffe - Frances Wilson                              |
| 2010      | Longlist              | Christos Tsiolkas          | The Slap                                          | Allen & Unwin                                                                           | - Andrew Motion (formand) - Rosie Blau - Deborah Bull - Tom Sutcliffe - Frances Wilson                              |
| 2010      | Longlist              | Alan Warner                | The Stars in the Bright Sky                       | Jonathan Cape                                                                           | - Andrew Motion (formand) - Rosie Blau - Deborah Bull - Tom Sutcliffe - Frances Wilson                              |
| 2011      | Vinder                | Julian Barnes              | The Sense of an Ending                            | Jonathan Cape                                                                           | - Dame Stella Rimington (formand) - Matthew d'Ancona - Susan Hill - Chris Mullin - Gaby Wood                        |
| 2011      | Shortlist             | Carol Birch                | Jamrach's Menagerie                               | Canongate                                                                               | - Dame Stella Rimington (formand) - Matthew d'Ancona - Susan Hill - Chris Mullin - Gaby Wood                        |
| 2011      | Shortlist             | Patrick deWitt             | The Sisters Brothers                              | Granta Books                                                                            | - Dame Stella Rimington (formand) - Matthew d'Ancona - Susan Hill - Chris Mullin - Gaby Wood                        |
| 2011      | Shortlist             | Esi Edugyan                | Half-Blood Blues                                  | Serpent's Tail                                                                          | - Dame Stella Rimington (formand) - Matthew d'Ancona - Susan Hill - Chris Mullin - Gaby Wood                        |
| 2011      | Shortlist             | Stephen Kelman             | Pigeon English                                    | Bloomsbury                                                                              | - Dame Stella Rimington (formand) - Matthew d'Ancona - Susan Hill - Chris Mullin - Gaby Wood                        |
| 2011      | Shortlist             | A D Miller                 | Snowdrops                                         | Atlantic Books                                                                          | - Dame Stella Rimington (formand) - Matthew d'Ancona - Susan Hill - Chris Mullin - Gaby Wood                        |
| 2011      | Longlist              | Sebastian Barry            | On Canaan’s Side                                  | Faber & Faber                                                                           | - Dame Stella Rimington (formand) - Matthew d'Ancona - Susan Hill - Chris Mullin - Gaby Wood                        |
| 2011      | Longlist              | Yvvette Edwards            | A Cupboard Full of Coats                          | Oneworld                                                                                | - Dame Stella Rimington (formand) - Matthew d'Ancona - Susan Hill - Chris Mullin - Gaby Wood                        |
| 2011      | Longlist              | Alan Hollinghurst          | The Stranger’s Child                              | Picador                                                                                 | - Dame Stella Rimington (formand) - Matthew d'Ancona - Susan Hill - Chris Mullin - Gaby Wood                        |
| 2011      | Longlist              | Patrick McGuinness         | The Last Hundred Days                             | Seren                                                                                   | - Dame Stella Rimington (formand) - Matthew d'Ancona - Susan Hill - Chris Mullin - Gaby Wood                        |
| 2011      | Longlist              | Alison Pick                | Far to Go                                         | Tinder Press                                                                            | - Dame Stella Rimington (formand) - Matthew d'Ancona - Susan Hill - Chris Mullin - Gaby Wood                        |
| 2011      | Longlist              | Jane Rogers                | The Testament of Jessie Lamb                      | Canongate                                                                               | - Dame Stella Rimington (formand) - Matthew d'Ancona - Susan Hill - Chris Mullin - Gaby Wood                        |
| 2011      | Longlist              | D. J. Taylor               | Derby Day                                         | Chatto & Windus                                                                         | - Dame Stella Rimington (formand) - Matthew d'Ancona - Susan Hill - Chris Mullin - Gaby Wood                        |
| 2012      | Vinder                | Hilary Mantel              | Bring Up the Bodies                               | 4th Estate                                                                              | - Sir Peter Stothard (formand) - Dinah Birch - Dan Stevens - Amanda Foreman - Bharat Tandon                         |
| 2012      | Shortlist             | Deborah Levy               | Swimming Home                                     | And Other Stories/Faber & Faber                                                         | - Sir Peter Stothard (formand) - Dinah Birch - Dan Stevens - Amanda Foreman - Bharat Tandon                         |
| 2012      | Shortlist             | Alison Moore               | The Lighthouse                                    | Salt Publishing                                                                         | - Sir Peter Stothard (formand) - Dinah Birch - Dan Stevens - Amanda Foreman - Bharat Tandon                         |
| 2012      | Shortlist             | Will Self                  | Umbrella                                          | Bloomsbury                                                                              | - Sir Peter Stothard (formand) - Dinah Birch - Dan Stevens - Amanda Foreman - Bharat Tandon                         |
| 2012      | Shortlist             | Tan Twan Eng               | The Garden of Evening Mists                       | Myrmidon Books                                                                          | - Sir Peter Stothard (formand) - Dinah Birch - Dan Stevens - Amanda Foreman - Bharat Tandon                         |
| 2012      | Shortlist             | Jeet Thayil                | Narcopolis                                        | Faber & Faber                                                                           | - Sir Peter Stothard (formand) - Dinah Birch - Dan Stevens - Amanda Foreman - Bharat Tandon                         |
| 2012      | Longlist              | Nicola Barker              | The Yips                                          | 4th Estate                                                                              | - Sir Peter Stothard (formand) - Dinah Birch - Dan Stevens - Amanda Foreman - Bharat Tandon                         |
| 2012      | Longlist              | Ned Beauman                | The Teleportation Accident                        | Sceptre                                                                                 | - Sir Peter Stothard (formand) - Dinah Birch - Dan Stevens - Amanda Foreman - Bharat Tandon                         |
| 2012      | Longlist              | André Brink                | Philida                                           | Harvill Secker                                                                          | - Sir Peter Stothard (formand) - Dinah Birch - Dan Stevens - Amanda Foreman - Bharat Tandon                         |
| 2012      | Longlist              | Michael Frayn              | Skios                                             | Faber & Faber                                                                           | - Sir Peter Stothard (formand) - Dinah Birch - Dan Stevens - Amanda Foreman - Bharat Tandon                         |
| 2012      | Longlist              | Rachel Joyce               | The Unlikely Pilgrimage of Harold Fry             | Doubleday                                                                               | - Sir Peter Stothard (formand) - Dinah Birch - Dan Stevens - Amanda Foreman - Bharat Tandon                         |
| 2012      | Longlist              | Sam Thompson               | Communion Town                                    | 4th Estate                                                                              | - Sir Peter Stothard (formand) - Dinah Birch - Dan Stevens - Amanda Foreman - Bharat Tandon                         |
| 2013      | Vinder                | Eleanor Catton             | The Luminaries                                    | Granta                                                                                  | - Robert Macfarlane (formand) - Martha Kearney - Stuart Kelly - Natalie Haynes - Robert Douglas-Fairhurst           |
| 2013      | Shortlist             | NoViolet Bulawayo          | We Need New Names                                 | Chatto & Windus                                                                         | - Robert Macfarlane (formand) - Martha Kearney - Stuart Kelly - Natalie Haynes - Robert Douglas-Fairhurst           |
| 2013      | Shortlist             | Jim Crace                  | Harvest                                           | Picador                                                                                 | - Robert Macfarlane (formand) - Martha Kearney - Stuart Kelly - Natalie Haynes - Robert Douglas-Fairhurst           |
| 2013      | Shortlist             | Jhumpa Lahiri              | The Lowland                                       | Bloomsbury                                                                              | - Robert Macfarlane (formand) - Martha Kearney - Stuart Kelly - Natalie Haynes - Robert Douglas-Fairhurst           |
| 2013      | Shortlist             | Ruth Ozeki                 | A Tale for the Time Being                         | Canongate                                                                               | - Robert Macfarlane (formand) - Martha Kearney - Stuart Kelly - Natalie Haynes - Robert Douglas-Fairhurst           |
| 2013      | Shortlist             | Colm Tóibín                | The Testament of Mary                             | Viking                                                                                  | - Robert Macfarlane (formand) - Martha Kearney - Stuart Kelly - Natalie Haynes - Robert Douglas-Fairhurst           |
| 2013      | Longlist              | Tash Aw                    | Five Star Billionaire                             | 4th Estate                                                                              | - Robert Macfarlane (formand) - Martha Kearney - Stuart Kelly - Natalie Haynes - Robert Douglas-Fairhurst           |
| 2013      | Longlist              | Eve Harris                 | The Marrying of Chani Kaufman                     | Sandstone Press                                                                         | - Robert Macfarlane (formand) - Martha Kearney - Stuart Kelly - Natalie Haynes - Robert Douglas-Fairhurst           |
| 2013      | Longlist              | Richard House              | The Kills                                         | Picador                                                                                 | - Robert Macfarlane (formand) - Martha Kearney - Stuart Kelly - Natalie Haynes - Robert Douglas-Fairhurst           |
| 2013      | Longlist              | Alison MacLeod             | Unexploded                                        | Hamish Hamilton                                                                         | - Robert Macfarlane (formand) - Martha Kearney - Stuart Kelly - Natalie Haynes - Robert Douglas-Fairhurst           |
| 2013      | Longlist              | Colum McCann               | TransAtlantic                                     | Bloomsbury Publishing                                                                   | - Robert Macfarlane (formand) - Martha Kearney - Stuart Kelly - Natalie Haynes - Robert Douglas-Fairhurst           |
| 2013      | Longlist              | Charlotte Mendelson        | Almost English                                    | Mantle                                                                                  | - Robert Macfarlane (formand) - Martha Kearney - Stuart Kelly - Natalie Haynes - Robert Douglas-Fairhurst           |
| 2013      | Longlist              | Donal Ryan                 | The Spinning Heart                                | Doubleday                                                                               | - Robert Macfarlane (formand) - Martha Kearney - Stuart Kelly - Natalie Haynes - Robert Douglas-Fairhurst           |
| 2014      | Vinder                | Richard Flanagan           | The Narrow Road to the Deep North                 | Chatto & Windus                                                                         | - A. C. Grayling (formand) - Sarah Churchwell - Jonathan Bate - Dr Daniel Glaser - Dr Alastair Niven - Erica Wagner |
| 2014      | Shortlist             | Joshua Ferris              | To Rise Again at a Decent Hour                    | Viking                                                                                  | - A. C. Grayling (formand) - Sarah Churchwell - Jonathan Bate - Dr Daniel Glaser - Dr Alastair Niven - Erica Wagner |
| 2014      | Shortlist             | Karen Joy Fowler           | We Are All Completely Beside Ourselves            | Serpent's Tail                                                                          | - A. C. Grayling (formand) - Sarah Churchwell - Jonathan Bate - Dr Daniel Glaser - Dr Alastair Niven - Erica Wagner |
| 2014      | Shortlist             | Howard Jacobson            | J                                                 | Jonathan Cape                                                                           | - A. C. Grayling (formand) - Sarah Churchwell - Jonathan Bate - Dr Daniel Glaser - Dr Alastair Niven - Erica Wagner |
| 2014      | Shortlist             | Neel Mukherjee             | The Lives of Others                               | Chatto & Windus                                                                         | - A. C. Grayling (formand) - Sarah Churchwell - Jonathan Bate - Dr Daniel Glaser - Dr Alastair Niven - Erica Wagner |
| 2014      | Shortlist             | Ali Smith                  | How to Be Both                                    | Hamish Hamilton                                                                         | - A. C. Grayling (formand) - Sarah Churchwell - Jonathan Bate - Dr Daniel Glaser - Dr Alastair Niven - Erica Wagner |
| 2014      | Longlist              | Siri Hustvedt              | The Blazing World                                 | Sceptre Press                                                                           | - A. C. Grayling (formand) - Sarah Churchwell - Jonathan Bate - Dr Daniel Glaser - Dr Alastair Niven - Erica Wagner |
| 2014      | Longlist              | Paul Kingsnorth            | The Wake                                          | Unbound                                                                                 | - A. C. Grayling (formand) - Sarah Churchwell - Jonathan Bate - Dr Daniel Glaser - Dr Alastair Niven - Erica Wagner |
| 2014      | Longlist              | David Mitchell             | The Bone Clocks                                   | Sceptre Press                                                                           | - A. C. Grayling (formand) - Sarah Churchwell - Jonathan Bate - Dr Daniel Glaser - Dr Alastair Niven - Erica Wagner |
| 2014      | Longlist              | David Nicholls             | Us                                                | Hodder and Stoughton                                                                    | - A. C. Grayling (formand) - Sarah Churchwell - Jonathan Bate - Dr Daniel Glaser - Dr Alastair Niven - Erica Wagner |
| 2014      | Longlist              | Joseph O’Neill             | The Dog                                           | 4th Estate                                                                              | - A. C. Grayling (formand) - Sarah Churchwell - Jonathan Bate - Dr Daniel Glaser - Dr Alastair Niven - Erica Wagner |
| 2014      | Longlist              | Richard Powers             | Orfeo                                             | Atlantic Books                                                                          | - A. C. Grayling (formand) - Sarah Churchwell - Jonathan Bate - Dr Daniel Glaser - Dr Alastair Niven - Erica Wagner |
| 2014      | Longlist              | Niall Williams             | History of the Rain                               | Bloomsbury                                                                              | - A. C. Grayling (formand) - Sarah Churchwell - Jonathan Bate - Dr Daniel Glaser - Dr Alastair Niven - Erica Wagner |
| 2015      | Vinder                | Marlon James               | A Brief History of Seven Killings                 | Oneworld Publications                                                                   | - Michael Wood (formand) - John Burnside - Sam Leith - Frances Osborne - Ellah Wakatama Allfrey                     |
| 2015      | Shortlist             | Tom McCarthy               | Satin Island                                      | Jonathan Cape                                                                           | - Michael Wood (formand) - John Burnside - Sam Leith - Frances Osborne - Ellah Wakatama Allfrey                     |
| 2015      | Shortlist             | Chigozie Obioma            | The Fishermen                                     | One                                                                                     | - Michael Wood (formand) - John Burnside - Sam Leith - Frances Osborne - Ellah Wakatama Allfrey                     |
| 2015      | Shortlist             | Sunjeev Sahota             | The Year of the Runaways                          | Picador                                                                                 | - Michael Wood (formand) - John Burnside - Sam Leith - Frances Osborne - Ellah Wakatama Allfrey                     |
| 2015      | Shortlist             | Anne Tyler                 | A Spool of Blue Thread                            | Chatto & Windus                                                                         | - Michael Wood (formand) - John Burnside - Sam Leith - Frances Osborne - Ellah Wakatama Allfrey                     |
| 2015      | Shortlist             | Hanya Yanagihara           | A Little Life                                     | Picador                                                                                 | - Michael Wood (formand) - John Burnside - Sam Leith - Frances Osborne - Ellah Wakatama Allfrey                     |
| 2015      | Longlist              | Bill Clegg                 | Did You Ever Have a Family                        | Gallery/Scout                                                                           | - Michael Wood (formand) - John Burnside - Sam Leith - Frances Osborne - Ellah Wakatama Allfrey                     |
| 2015      | Longlist              | Anne Enright               | The Green Road                                    | Jonathan Cape                                                                           | - Michael Wood (formand) - John Burnside - Sam Leith - Frances Osborne - Ellah Wakatama Allfrey                     |
| 2015      | Longlist              | Laila Lalami               | The Moor’s Account                                | Bloomsbury                                                                              | - Michael Wood (formand) - John Burnside - Sam Leith - Frances Osborne - Ellah Wakatama Allfrey                     |
| 2015      | Longlist              | Andrew O’Hagan             | The Illuminations                                 | Faber & Faber                                                                           | - Michael Wood (formand) - John Burnside - Sam Leith - Frances Osborne - Ellah Wakatama Allfrey                     |
| 2015      | Longlist              | Marilynne Robinson         | Lila                                              | Virago                                                                                  | - Michael Wood (formand) - John Burnside - Sam Leith - Frances Osborne - Ellah Wakatama Allfrey                     |
| 2015      | Longlist              | Anuradha Roy               | Sleeping on Jupiter                               | Maclehose Press                                                                         | - Michael Wood (formand) - John Burnside - Sam Leith - Frances Osborne - Ellah Wakatama Allfrey                     |
| 2015      | Longlist              | Anna Smaill                | The Chimes                                        | Hodder & Stoughton                                                                      | - Michael Wood (formand) - John Burnside - Sam Leith - Frances Osborne - Ellah Wakatama Allfrey                     |
| 2016      | Vinder                | Paul Beatty                | The Sellout                                       | Oneworld                                                                                | - Amanda Foreman (formand) - Jon Day - David Harsent - Olivia Williams - Abdulrazak Gurnah                          |
| 2016      | Shortlist             | Deborah Levy               | Hot Milk                                          | Hamish Hamilton                                                                         | - Amanda Foreman (formand) - Jon Day - David Harsent - Olivia Williams - Abdulrazak Gurnah                          |
| 2016      | Shortlist             | Graeme Macrae Burnet       | His Bloody Project                                | Contraband                                                                              | - Amanda Foreman (formand) - Jon Day - David Harsent - Olivia Williams - Abdulrazak Gurnah                          |
| 2016      | Shortlist             | Ottessa Moshfegh           | Eileen                                            | Jonathan Cape                                                                           | - Amanda Foreman (formand) - Jon Day - David Harsent - Olivia Williams - Abdulrazak Gurnah                          |
| 2016      | Shortlist             | David Szalay               | All That Man Is                                   | Jonathan Cape                                                                           | - Amanda Foreman (formand) - Jon Day - David Harsent - Olivia Williams - Abdulrazak Gurnah                          |
| 2016      | Shortlist             | Madeleine Thien            | Do Not Say We Have Nothing                        | Granta                                                                                  | - Amanda Foreman (formand) - Jon Day - David Harsent - Olivia Williams - Abdulrazak Gurnah                          |
| 2016      | Longlist              | J. M. Coetzee              | The Schooldays of Jesus                           | Harvill Secker                                                                          | - Amanda Foreman (formand) - Jon Day - David Harsent - Olivia Williams - Abdulrazak Gurnah                          |
| 2016      | Longlist              | A.L. Kennedy               | Serious Sweet                                     | Jonathan Cape                                                                           | - Amanda Foreman (formand) - Jon Day - David Harsent - Olivia Williams - Abdulrazak Gurnah                          |
| 2016      | Longlist              | Ian McGuire                | The North Water                                   | Scribner                                                                                | - Amanda Foreman (formand) - Jon Day - David Harsent - Olivia Williams - Abdulrazak Gurnah                          |
| 2016      | Longlist              | David Means                | Hystopia                                          | Faber & Faber                                                                           | - Amanda Foreman (formand) - Jon Day - David Harsent - Olivia Williams - Abdulrazak Gurnah                          |
| 2016      | Longlist              | Wyl Menmuir                | The Many                                          | Salt                                                                                    | - Amanda Foreman (formand) - Jon Day - David Harsent - Olivia Williams - Abdulrazak Gurnah                          |
| 2016      | Longlist              | Virginia Reeves            | Work Like Any Other                               | Fanfare                                                                                 | - Amanda Foreman (formand) - Jon Day - David Harsent - Olivia Williams - Abdulrazak Gurnah                          |
| 2016      | Longlist              | Elizabeth Strout           | My Name Is Lucy Barton                            | Viking                                                                                  | - Amanda Foreman (formand) - Jon Day - David Harsent - Olivia Williams - Abdulrazak Gurnah                          |
| 2017      | Vinder                | George Saunders            | Lincoln in the Bardo                              | Bloomsbury                                                                              | - Baroness Lola Young (formand) - Lila Azam Zanganeh - Sarah Hall - Colin Thubron - Tom Phillips                    |
| 2017      | Shortlist             | Paul Auster                | 4 3 2 1                                           | Faber & Faber                                                                           | - Baroness Lola Young (formand) - Lila Azam Zanganeh - Sarah Hall - Colin Thubron - Tom Phillips                    |
| 2017      | Shortlist             | Emily Fridlund             | History of Wolves                                 | Weidenfeld & Nicolson                                                                   | - Baroness Lola Young (formand) - Lila Azam Zanganeh - Sarah Hall - Colin Thubron - Tom Phillips                    |
| 2017      | Shortlist             | Mohsin Hamid               | Exit West                                         | Hamish Hamilton                                                                         | - Baroness Lola Young (formand) - Lila Azam Zanganeh - Sarah Hall - Colin Thubron - Tom Phillips                    |
| 2017      | Shortlist             | Fiona Mozley               | Elmet                                             | John Murray                                                                             | - Baroness Lola Young (formand) - Lila Azam Zanganeh - Sarah Hall - Colin Thubron - Tom Phillips                    |
| 2017      | Shortlist             | Ali Smith                  | Autumn                                            | Hamish Hamilton                                                                         | - Baroness Lola Young (formand) - Lila Azam Zanganeh - Sarah Hall - Colin Thubron - Tom Phillips                    |
| 2017      | Longlist              | Sebastian Barry            | Days Without End                                  | Faber & Faber                                                                           | - Baroness Lola Young (formand) - Lila Azam Zanganeh - Sarah Hall - Colin Thubron - Tom Phillips                    |
| 2017      | Longlist              | Mike McCormack             | Solar Bones                                       | Canongate                                                                               | - Baroness Lola Young (formand) - Lila Azam Zanganeh - Sarah Hall - Colin Thubron - Tom Phillips                    |
| 2017      | Longlist              | Jon McGregor               | Reservoir 13                                      | 4th Estate                                                                              | - Baroness Lola Young (formand) - Lila Azam Zanganeh - Sarah Hall - Colin Thubron - Tom Phillips                    |
| 2017      | Longlist              | Arundhati Roy              | The Ministry of Utmost Happiness                  | Hamish Hamilton                                                                         | - Baroness Lola Young (formand) - Lila Azam Zanganeh - Sarah Hall - Colin Thubron - Tom Phillips                    |
| 2017      | Longlist              | Kamila Shamsie             | Home Fire                                         | Bloomsbury                                                                              | - Baroness Lola Young (formand) - Lila Azam Zanganeh - Sarah Hall - Colin Thubron - Tom Phillips                    |
| 2017      | Longlist              | Zadie Smith                | Swing Time                                        | Hamish Hamilton                                                                         | - Baroness Lola Young (formand) - Lila Azam Zanganeh - Sarah Hall - Colin Thubron - Tom Phillips                    |
| 2017      | Longlist              | Colson Whitehead           | The Underground Railroad                          | Fleet Publishing                                                                        | - Baroness Lola Young (formand) - Lila Azam Zanganeh - Sarah Hall - Colin Thubron - Tom Phillips                    |
| 2018      | Vinder                | Anna Burns                 | Milkman                                           | Faber & Faber                                                                           | - Kwame Anthony Appiah (formand) - Val McDermid - Leo Robson - Leanne Shapton - Jacqueline Rose                     |
| 2018      | Shortlist             | Esi Edugyan                | Washington Black                                  | Serpent's Tail                                                                          | - Kwame Anthony Appiah (formand) - Val McDermid - Leo Robson - Leanne Shapton - Jacqueline Rose                     |
| 2018      | Shortlist             | Daisy Johnson              | Everything Under                                  | Jonathan Cape                                                                           | - Kwame Anthony Appiah (formand) - Val McDermid - Leo Robson - Leanne Shapton - Jacqueline Rose                     |
| 2018      | Shortlist             | Rachel Kushner             | The Mars Room                                     | Jonathan Cape                                                                           | - Kwame Anthony Appiah (formand) - Val McDermid - Leo Robson - Leanne Shapton - Jacqueline Rose                     |
| 2018      | Shortlist             | Richard Powers             | The Overstory                                     | William Heinemann                                                                       | - Kwame Anthony Appiah (formand) - Val McDermid - Leo Robson - Leanne Shapton - Jacqueline Rose                     |
| 2018      | Shortlist             | Robin Robertson            | The Long Take                                     | Picador                                                                                 | - Kwame Anthony Appiah (formand) - Val McDermid - Leo Robson - Leanne Shapton - Jacqueline Rose                     |
| 2018      | Longlist              | Belinda Bauer              | Snap                                              | Bantam Press                                                                            | - Kwame Anthony Appiah (formand) - Val McDermid - Leo Robson - Leanne Shapton - Jacqueline Rose                     |
| 2018      | Longlist              | Nick Drnaso                | Sabrina                                           | Granta                                                                                  | - Kwame Anthony Appiah (formand) - Val McDermid - Leo Robson - Leanne Shapton - Jacqueline Rose                     |
| 2018      | Longlist              | Guy Gunaratne              | In Our Mad And Furious City                       | Tinder Press                                                                            | - Kwame Anthony Appiah (formand) - Val McDermid - Leo Robson - Leanne Shapton - Jacqueline Rose                     |
| 2018      | Longlist              | Sophie Mackintosh          | The Water Cure                                    | Hamish Hamilton                                                                         | - Kwame Anthony Appiah (formand) - Val McDermid - Leo Robson - Leanne Shapton - Jacqueline Rose                     |
| 2018      | Longlist              | Michael Ondaatje           | Warlight                                          | Jonathan Cape                                                                           | - Kwame Anthony Appiah (formand) - Val McDermid - Leo Robson - Leanne Shapton - Jacqueline Rose                     |
| 2018      | Longlist              | Sally Rooney               | Normal People                                     | Faber & Faber                                                                           | - Kwame Anthony Appiah (formand) - Val McDermid - Leo Robson - Leanne Shapton - Jacqueline Rose                     |
| 2018      | Longlist              | Donal Ryan                 | From a Low and Quiet Sea                          | Doubleday                                                                               | - Kwame Anthony Appiah (formand) - Val McDermid - Leo Robson - Leanne Shapton - Jacqueline Rose                     |
| 2019      | Vinders               | Margaret Atwood            | The Testaments                                    | Chatto & Windus                                                                         | - Peter Florence (formand) - Afua Hirsch - Liz Calder - Xiaolu Guo - Joanna MacGregor                               |
| 2019      | Vinders               | Bernardine Evaristo        | Girl, Woman, Other                                | Hamish Hamilton                                                                         | - Peter Florence (formand) - Afua Hirsch - Liz Calder - Xiaolu Guo - Joanna MacGregor                               |
| 2019      | Shortlist             | Lucy Ellmann               | Ducks, Newburyport                                | Galley Beggar                                                                           | - Peter Florence (formand) - Afua Hirsch - Liz Calder - Xiaolu Guo - Joanna MacGregor                               |
| 2019      | Shortlist             | Chigozie Obioma            | An Orchestra of Minorities                        | Little, Brown                                                                           | - Peter Florence (formand) - Afua Hirsch - Liz Calder - Xiaolu Guo - Joanna MacGregor                               |
| 2019      | Shortlist             | Salman Rushdie             | Quichotte                                         | Jonathan Cape                                                                           | - Peter Florence (formand) - Afua Hirsch - Liz Calder - Xiaolu Guo - Joanna MacGregor                               |
| 2019      | Shortlist             | Elif Shafak                | 10 Minutes 38 Seconds in This Strange World       | Viking                                                                                  | - Peter Florence (formand) - Afua Hirsch - Liz Calder - Xiaolu Guo - Joanna MacGregor                               |
| 2019      | Longlist              | Kevin Barry                | Night Boat to Tangier                             | Canongate                                                                               | - Peter Florence (formand) - Afua Hirsch - Liz Calder - Xiaolu Guo - Joanna MacGregor                               |
| 2019      | Longlist              | Oyinkan Braithwaite        | My Sister, the Serial Killer                      | Atlantic Books                                                                          | - Peter Florence (formand) - Afua Hirsch - Liz Calder - Xiaolu Guo - Joanna MacGregor                               |
| 2019      | Longlist              | John Lanchester            | The Wall                                          | Faber & Faber                                                                           | - Peter Florence (formand) - Afua Hirsch - Liz Calder - Xiaolu Guo - Joanna MacGregor                               |
| 2019      | Longlist              | Deborah Levy               | The Man Who Saw Everything                        | Hamish Hamilton                                                                         | - Peter Florence (formand) - Afua Hirsch - Liz Calder - Xiaolu Guo - Joanna MacGregor                               |
| 2019      | Longlist              | Valeria Luiselli           | Lost Children Archive                             | 4th Estate                                                                              | - Peter Florence (formand) - Afua Hirsch - Liz Calder - Xiaolu Guo - Joanna MacGregor                               |
| 2019      | Longlist              | Max Porter                 | Lanny                                             | Faber & Faber                                                                           | - Peter Florence (formand) - Afua Hirsch - Liz Calder - Xiaolu Guo - Joanna MacGregor                               |
| 2019      | Longlist              | Jeanette Winterson         | Frankissstein                                     | Jonathan Cape                                                                           | - Peter Florence (formand) - Afua Hirsch - Liz Calder - Xiaolu Guo - Joanna MacGregor                               |
| 2020      | Vinder                | Douglas Stuart             | Shuggie Bain                                      | Picador                                                                                 | - Margaret Busby (formand) - Lee Child - Lemn Sissay - Sameer Rahim - Emily Wilson                                  |
| 2020      | Shortlist             | Diane Cook                 | The New Wilderness                                | Oneworld Publications                                                                   | - Margaret Busby (formand) - Lee Child - Lemn Sissay - Sameer Rahim - Emily Wilson                                  |
| 2020      | Shortlist             | Tsitsi Dangarembga         | This Mournable Body                               | Faber & Faber                                                                           | - Margaret Busby (formand) - Lee Child - Lemn Sissay - Sameer Rahim - Emily Wilson                                  |
| 2020      | Shortlist             | Avni Doshi                 | Burnt Sugar                                       | Hamish Hamilton, Penguin Random House                                                   | - Margaret Busby (formand) - Lee Child - Lemn Sissay - Sameer Rahim - Emily Wilson                                  |
| 2020      | Shortlist             | Maaza Mengiste             | The Shadow King                                   | Canongate                                                                               | - Margaret Busby (formand) - Lee Child - Lemn Sissay - Sameer Rahim - Emily Wilson                                  |
| 2020      | Shortlist             | Brandon Taylor             | Real Life                                         | Daunt Books                                                                             | - Margaret Busby (formand) - Lee Child - Lemn Sissay - Sameer Rahim - Emily Wilson                                  |
| 2020      | Longlist              | Gabriel Krauze             | Who They Was                                      | 4th Estate                                                                              | - Margaret Busby (formand) - Lee Child - Lemn Sissay - Sameer Rahim - Emily Wilson                                  |
| 2020      | Longlist              | Hilary Mantel              | The Mirror and the Light                          | 4th Estate                                                                              | - Margaret Busby (formand) - Lee Child - Lemn Sissay - Sameer Rahim - Emily Wilson                                  |
| 2020      | Longlist              | Colum McCann               | Apeirogon                                         | Bloomsbury                                                                              | - Margaret Busby (formand) - Lee Child - Lemn Sissay - Sameer Rahim - Emily Wilson                                  |
| 2020      | Longlist              | Kiley Reid                 | Such a Fun Age                                    | Bloomsbury                                                                              | - Margaret Busby (formand) - Lee Child - Lemn Sissay - Sameer Rahim - Emily Wilson                                  |
| 2020      | Longlist              | Anne Tyler                 | Redhead by the Side of the Road                   | Chatto & Windus                                                                         | - Margaret Busby (formand) - Lee Child - Lemn Sissay - Sameer Rahim - Emily Wilson                                  |
| 2020      | Longlist              | Sophie Ward                | Love and Other Thought Experiments                | Corsair                                                                                 | - Margaret Busby (formand) - Lee Child - Lemn Sissay - Sameer Rahim - Emily Wilson                                  |
| 2020      | Longlist              | C Pam Zhang                | How Much of These Hills Is Gold                   | Virago                                                                                  | - Margaret Busby (formand) - Lee Child - Lemn Sissay - Sameer Rahim - Emily Wilson                                  |
| 2021      | Vinder                | Damon Galgut               | The Promise                                       | Chatto & Windus                                                                         | - Maya Jasanoff (formand) - Horatia Harrod - Natascha McElhone - Chigozie Obioma - Rowan Williams                   |
| 2021      | Shortlist             | Anuk Arudpragasam          | A Passage North                                   | Granta                                                                                  | - Maya Jasanoff (formand) - Horatia Harrod - Natascha McElhone - Chigozie Obioma - Rowan Williams                   |
| 2021      | Shortlist             | Patricia Lockwood          | No One Is Talking About This                      | Bloomsbury                                                                              | - Maya Jasanoff (formand) - Horatia Harrod - Natascha McElhone - Chigozie Obioma - Rowan Williams                   |
| 2021      | Shortlist             | Nadifa Mohamed             | The Fortune Men                                   | Viking                                                                                  | - Maya Jasanoff (formand) - Horatia Harrod - Natascha McElhone - Chigozie Obioma - Rowan Williams                   |
| 2021      | Shortlist             | Richard Powers             | Bewilderment                                      | Hutchinson Heinemann                                                                    | - Maya Jasanoff (formand) - Horatia Harrod - Natascha McElhone - Chigozie Obioma - Rowan Williams                   |
| 2021      | Shortlist             | Maggie Shipstead           | Great Circle                                      | Doubleday                                                                               | - Maya Jasanoff (formand) - Horatia Harrod - Natascha McElhone - Chigozie Obioma - Rowan Williams                   |
| 2021      | Longlist              | Rachel Cusk                | Second Place                                      | Faber & Faber                                                                           | - Maya Jasanoff (formand) - Horatia Harrod - Natascha McElhone - Chigozie Obioma - Rowan Williams                   |
| 2021      | Longlist              | Nathan Harris              | The Sweetness of Water                            | Tinder Press                                                                            | - Maya Jasanoff (formand) - Horatia Harrod - Natascha McElhone - Chigozie Obioma - Rowan Williams                   |
| 2021      | Longlist              | Kazuo Ishiguro             | Klara and the Sun                                 | Faber & Faber                                                                           | - Maya Jasanoff (formand) - Horatia Harrod - Natascha McElhone - Chigozie Obioma - Rowan Williams                   |
| 2021      | Longlist              | Karen Jennings             | An Island                                         | Holland House Books                                                                     | - Maya Jasanoff (formand) - Horatia Harrod - Natascha McElhone - Chigozie Obioma - Rowan Williams                   |
| 2021      | Longlist              | Mary Lawson                | A Town Called Solace                              | Chatto & Windus                                                                         | - Maya Jasanoff (formand) - Horatia Harrod - Natascha McElhone - Chigozie Obioma - Rowan Williams                   |
| 2021      | Longlist              | Sunjeev Sahota             | China Room                                        | Harvill Secker                                                                          | - Maya Jasanoff (formand) - Horatia Harrod - Natascha McElhone - Chigozie Obioma - Rowan Williams                   |
| 2021      | Longlist              | Francis Spufford           | Light Perpetual                                   | Faber & Faber                                                                           | - Maya Jasanoff (formand) - Horatia Harrod - Natascha McElhone - Chigozie Obioma - Rowan Williams                   |
| 2022      | Vinder                | Shehan Karunatilaka        | The Seven Moons of Maali Almeida                  | Sort of Books                                                                           | - Neil MacGregor (formand) - Shahidha Bari - Helen Castor - M. John Harrison - Alain Mabanckou                      |
| 2022      | Shortlist             | NoViolet Bulawayo          | Glory                                             | Chatto & Windus                                                                         | - Neil MacGregor (formand) - Shahidha Bari - Helen Castor - M. John Harrison - Alain Mabanckou                      |
| 2022      | Shortlist             | Percival Everett           | The Trees                                         | Influx Press                                                                            | - Neil MacGregor (formand) - Shahidha Bari - Helen Castor - M. John Harrison - Alain Mabanckou                      |
| 2022      | Shortlist             | Alan Garner                | Treacle Walker                                    | 4th Estate                                                                              | - Neil MacGregor (formand) - Shahidha Bari - Helen Castor - M. John Harrison - Alain Mabanckou                      |
| 2022      | Shortlist             | Claire Keegan              | Small Things Like These                           | Faber & Faber                                                                           | - Neil MacGregor (formand) - Shahidha Bari - Helen Castor - M. John Harrison - Alain Mabanckou                      |
| 2022      | Shortlist             | Elizabeth Strout           | Oh William!                                       | Viking                                                                                  | - Neil MacGregor (formand) - Shahidha Bari - Helen Castor - M. John Harrison - Alain Mabanckou                      |
| 2022      | Longlist              | Graeme Macrae Burnet       | Case Study                                        | Saraband                                                                                | - Neil MacGregor (formand) - Shahidha Bari - Helen Castor - M. John Harrison - Alain Mabanckou                      |
| 2022      | Longlist              | Hernan Diaz                | Trust                                             | Picador                                                                                 | - Neil MacGregor (formand) - Shahidha Bari - Helen Castor - M. John Harrison - Alain Mabanckou                      |
| 2022      | Longlist              | Karen Joy Fowler           | Booth                                             | Serpent's Tail                                                                          | - Neil MacGregor (formand) - Shahidha Bari - Helen Castor - M. John Harrison - Alain Mabanckou                      |
| 2022      | Longlist              | Audrey Magee               | The Colony                                        | Faber & Faber                                                                           | - Neil MacGregor (formand) - Shahidha Bari - Helen Castor - M. John Harrison - Alain Mabanckou                      |
| 2022      | Longlist              | Maddie Mortimer            | Maps of our Spectacular Bodies                    | Picador                                                                                 | - Neil MacGregor (formand) - Shahidha Bari - Helen Castor - M. John Harrison - Alain Mabanckou                      |
| 2022      | Longlist              | Leila Mottley              | Nightcrawling                                     | Bloomsbury                                                                              | - Neil MacGregor (formand) - Shahidha Bari - Helen Castor - M. John Harrison - Alain Mabanckou                      |
| 2022      | Longlist              | Selby Wynn Schwartz        | After Sappho                                      | Galley Beggar                                                                           | - Neil MacGregor (formand) - Shahidha Bari - Helen Castor - M. John Harrison - Alain Mabanckou                      |
| 2023      |                       |                            |                                                   |                                                                                         | |
| Shortlist | Sarah Bernstein       | Study for Obedience        | Granta                                            | - Esi Edugyan (formand) - Adjoa Andoh - Mary Jean Chan - James S. Shapiro - Robert Webb | |
| Shortlist | Jonathan Escoffery    | If I Survive You           | 4th Estate                                        | - Esi Edugyan (formand) - Adjoa Andoh - Mary Jean Chan - James S. Shapiro - Robert Webb | |
| Shortlist | Paul Harding          | This Other Eden            | Hutchinson Heinemann                              | - Esi Edugyan (formand) - Adjoa Andoh - Mary Jean Chan - James S. Shapiro - Robert Webb | |
| Shortlist | Paul Lynch            | Prophet Song               | Oneworld                                          | - Esi Edugyan (formand) - Adjoa Andoh - Mary Jean Chan - James S. Shapiro - Robert Webb | |
| Shortlist | Paul Murray           | The Bee Sting              | Hamish Hamilton                                   | - Esi Edugyan (formand) - Adjoa Andoh - Mary Jean Chan - James S. Shapiro - Robert Webb | |
| Shortlist | Chetna Maroo          | Western Lane               | Picador                                           | - Esi Edugyan (formand) - Adjoa Andoh - Mary Jean Chan - James S. Shapiro - Robert Webb | |
| Longlist  | Ayobami Adebayo       | A Spell of Good Things     | Canongate                                         | - Esi Edugyan (formand) - Adjoa Andoh - Mary Jean Chan - James S. Shapiro - Robert Webb | |
| Longlist  | Sebastian Barry       | Old God's Time             | Faber & Faber                                     | - Esi Edugyan (formand) - Adjoa Andoh - Mary Jean Chan - James S. Shapiro - Robert Webb | |
| Longlist  | Elaine Feeney         | How to Build a Boat        | Harvill Secker                                    | - Esi Edugyan (formand) - Adjoa Andoh - Mary Jean Chan - James S. Shapiro - Robert Webb | |
| Longlist  | Siân Hughes           | Pearl                      | Indigo Press                                      | - Esi Edugyan (formand) - Adjoa Andoh - Mary Jean Chan - James S. Shapiro - Robert Webb | |
| Longlist  | Viktoria Lloyd-Barlow | All the Little Bird-Hearts | Tinder Press                                      | - Esi Edugyan (formand) - Adjoa Andoh - Mary Jean Chan - James S. Shapiro - Robert Webb | |
| Longlist  | Martin MacInnes       | In Ascension               | Atlantic Books                                    | - Esi Edugyan (formand) - Adjoa Andoh - Mary Jean Chan - James S. Shapiro - Robert Webb | |
| Longlist  | Tan Twan Eng          | The House of Doors         | Canongate                                         | - Esi Edugyan (formand) - Adjoa Andoh - Mary Jean Chan - James S. Shapiro - Robert Webb | |

I 1993 blev "Booker of Booker" prisen givet til Salman Rushdie for Midnight's Children (1981-vinderen), som den bedste vinderroman i prisens første 25 år.

## Forfattere der har vundet prisen flere gange
Følgende forfattere har modtaget prisen to gange:
- J. M. Coetzee
- Peter Carey
- J. G. Farrell
- Hilary Mantel
- Margaret Atwood

## Forfattere der har været nomineret flere gange
Følgende forfattere har været nomineret to eller flere gange:
7 nomineringer
- Salman Rushdie

6 nomineringer
- Margaret Atwood
- Beryl Bainbridge
- J. M. Coetzee
- Ian McEwan
- Iris Murdoch

5 nomineringer
- Sebastian Barry
- Peter Carey
- Kazuo Ishiguro
- David Mitchell
- William Trevor

4 nomineringer
- Julian Barnes
- Anita Desai
- Penelope Fitzgerald
- Howard Jacobson
- Thomas Keneally
- Hilary Mantel
- Ali Smith
- Colm Toibin
- Barry Unsworth

3 nomineringer
- Kingsley Amis
- John Banville
- Nicola Barker
- Andre Brink
- Michael Frayn
- Damon Galgut
- Nadine Gordimer
- Alan Hollinghurst
- James Kelman
- Doris Lessing
- Deborah Levy
- Penelope Lively
- Jon McGregor
- Rohinton Mistry
- Timothy Mo
- Brian Moore
- Andrew O'Hagan
- V. S. Naipaul
- Richard Powers
- Zadie Smith
- Muriel Spark
- Graham Swift
- Sarah Waters

2 nomineringer
- Martin Amis
- Tash Aw
- Paul Bailey
- Nina Bawden
- John Berger
- Carol Birch
- William Boyd
- Melvyn Bragg
- Anita Brookner
- NoViolet Bulawayo
- Graeme Macrae Burnet
- A. S. Byatt
- J. L. Carr
- Jim Crace
- Rachel Cusk
- Roddy Doyle
- Esi Edugyan
- Robert Edric
- Tan Twan Eng
- J. G. Farrell
- Karen Joy Fowler
- Linda Grant
- Abdulrazak Gurnah
- Sarah Hall
- Mohsin Hamid
- Shirley Hazzard
- Philip Hensher
- Mary Lawson
- David Lodge
- Patrick McCabe
- Colum McCann
- Tom McCarthy
- Shena Mackay
- Chigozie Obioma
- Michael Ondaatje
- Joseph O'Neill
- Tim Parks
- Caryl Phillips
- Julian Rathbone
- Mordecai Richler
- Arundhati Roy
- Bernice Rubens
- Donal Ryan
- Sunjeev Sahota
- Will Self
- Carol Shields
- David Storey
- Elizabeth Strout
- Rose Tremain
- Anne Tyler
- Marina Warner
- Tim Winton